# Theatinerkirche (München)
Koordinaten: 48° 8′ 31,6″ N, 11° 34′ 35,3″ O
Die Theatinerkirche, offiziell St. Kajetan und Adelheid, ist ein hochbarocker Sakralbau in der Theatinerstraße 22 in der bayerischen Landeshauptstadt München. Die im Jahr 1675 geweihte römisch-katholische Kirche war bis 1801 Hof- und Klosterkirche des Theatinerordens, ab 1839 Hof- und Kollegiatstift und wird seit 1954 vom Dominikaner-Orden betreut. Sie ist die erste im Stil des italienischen Hochbarocks erbaute Kirche in Altbayern. Das Kirchengebäude mit Doppelturmfassade liegt im Nordosten des Kreuzviertels gegenüber der Münchner Residenz und der Feldherrnhalle und gehört heute zum Ensemble des Odeonsplatzes. Ein wichtiges Vorbild war die Mutterkirche des Theatinerordens Sant’Andrea della Valle in Rom. Die Theatinerkirche wurde dann ihrerseits Vorbild anderer Kirchenbauten und steht am Beginn des italienisch geprägten Hochbarock in Bayern.

## Geschichte

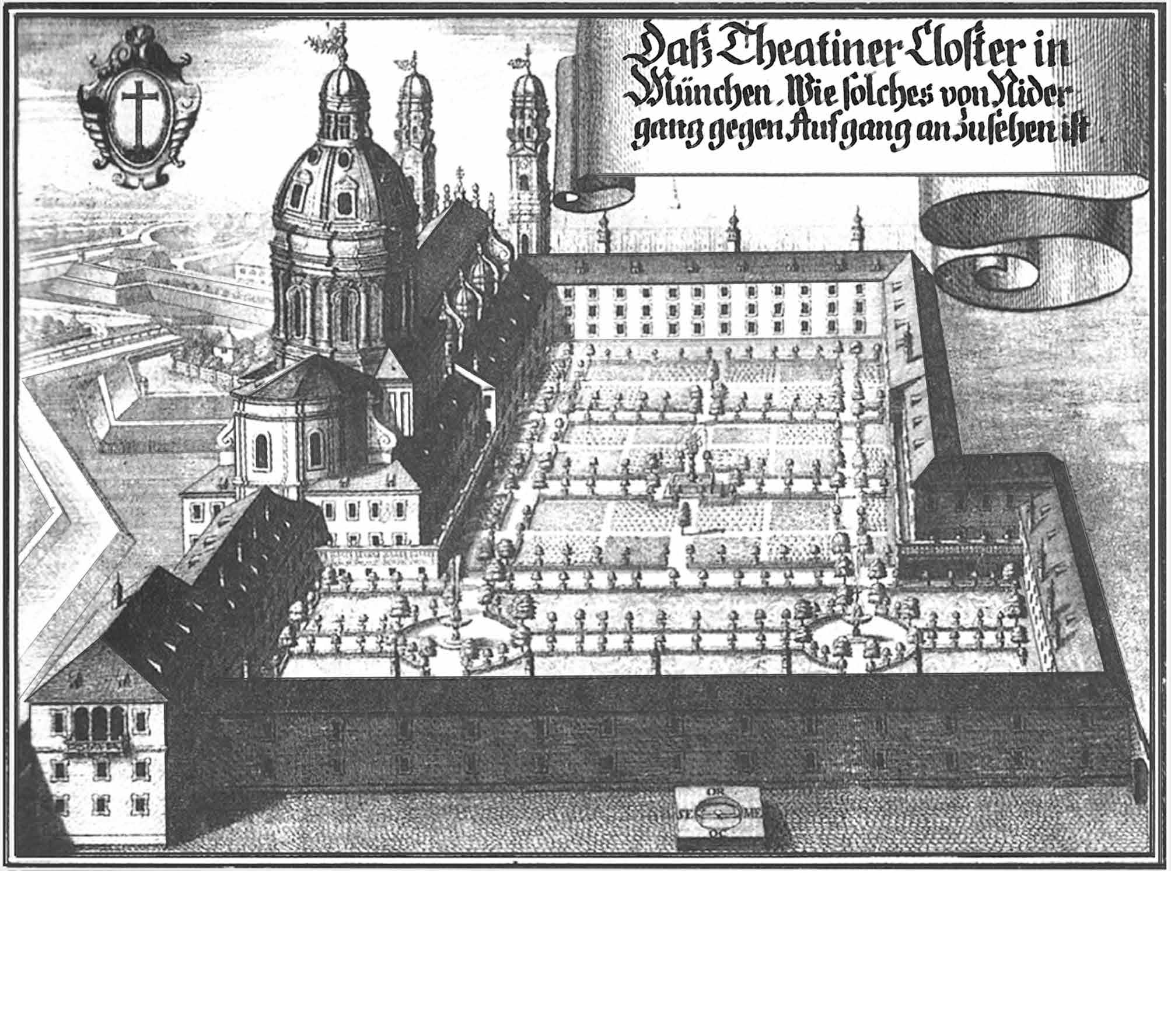
Theatinerkirche und -kloster um 1700, Stich von Michael Wening

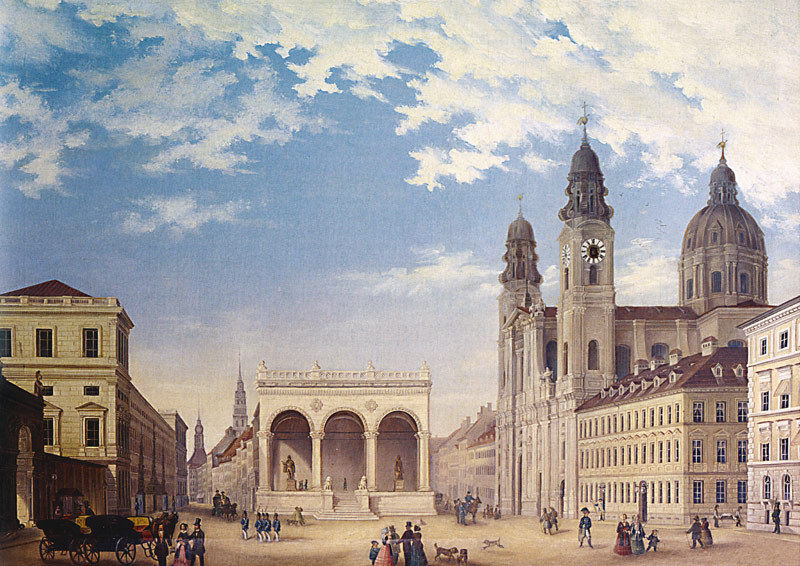
Feldherrnhalle mit Theatinerkirche vor 1888, Bild von Gustav Seeberger

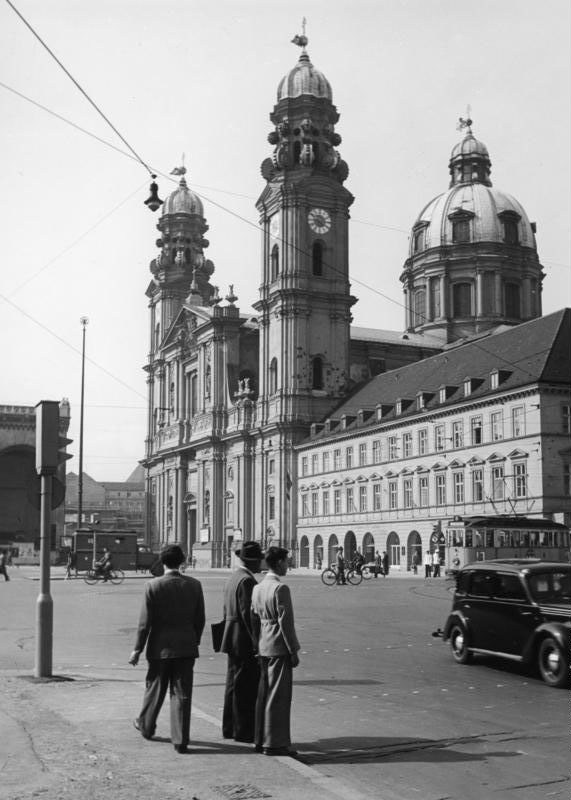
Theatinerkirche (1953)

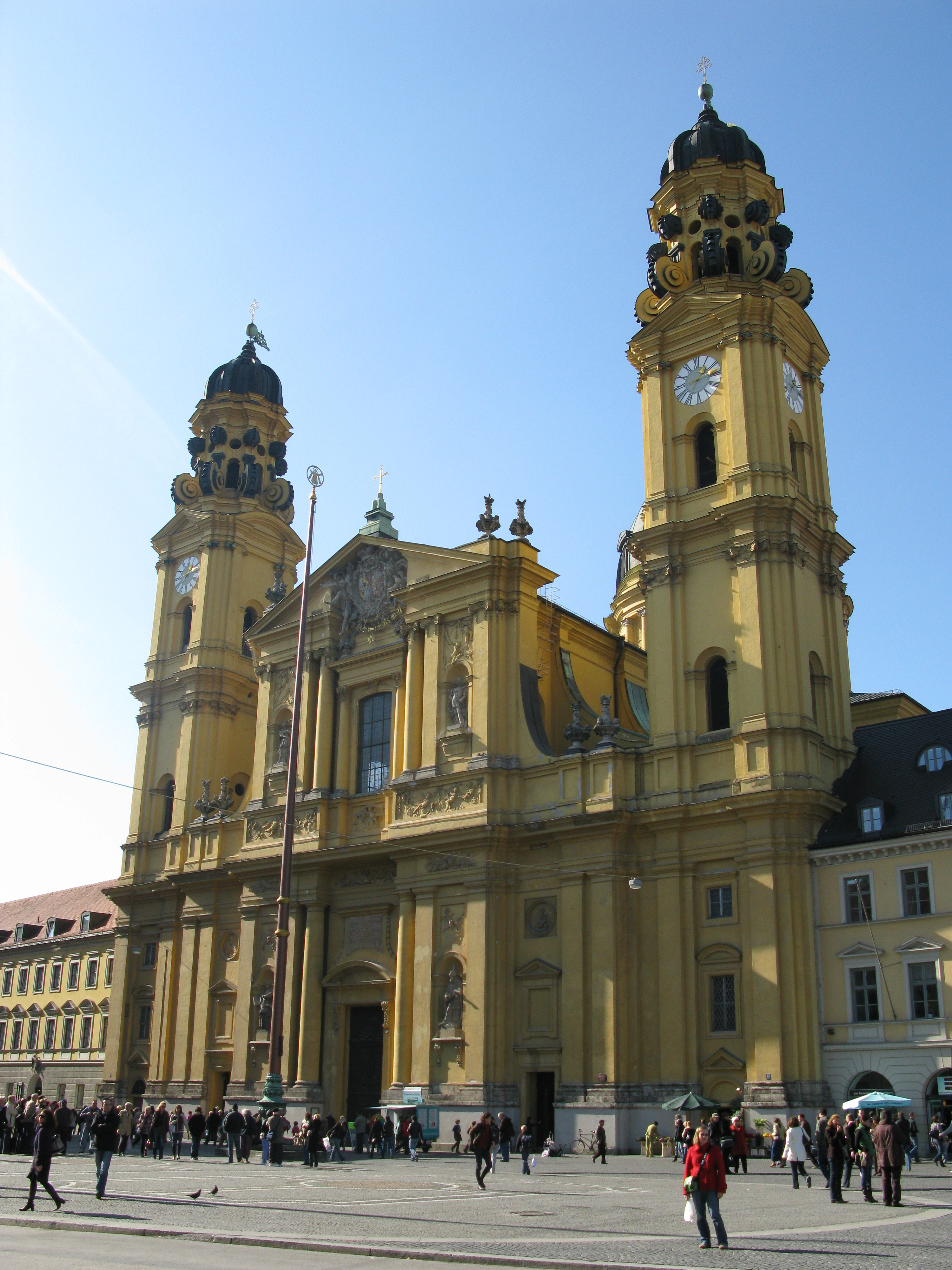
Theatinerkirche am Odeonsplatz (2008)

### Gründung
1659 legte Henriette Adelheid von Savoyen, die Frau von Kurfürst Ferdinand Maria, ein Gelübde ab, als Dank für die Geburt eines Erbprinzen die „schönste und wertvollste Kirche“ errichten zu lassen. Diese sollte Hofkirche und Stiftskirche für die Theatiner werden.
Nachdem der Kurprinz und spätere Kurfürst Max II. Emanuel am 11. Juli 1662 geboren worden war, erhielt Agostino Barelli aus Bologna den Entwurfsauftrag. Als Bauplatz für Kirche und Kloster wurde die Nordostecke des Kreuzviertels direkt an Stadtmauer und Schwabinger Tor ausgewählt, die gegenüber der Residenz liegt. Bereits am 29. April 1663 erfolgte die Grundsteinlegung.

### Baugeschichte
Barelli nahm sich als Vorbild die Mutterkirche der Theatiner, Sant’Andrea della Valle, in Rom. Als Raumtypus wurde für die Kirche eine Kuppel-Basilika über dem Grundriss des lateinischen Kreuzes gewählt.
Während der Rohbauarbeiten kam es zu Auseinandersetzungen zwischen Barelli und seinem Bauleiter Antonio Spinelli, selbst Theatiner und Beichtvater Henriettes von Savoyen, die zur vorübergehenden Entlassung Barellis führten. Schließlich vollendete Agostino Barelli noch den Rohbau und verließ dann München.
Danach übernahm Enrico Zuccalli die künstlerische Leitung. Der Schwerpunkt seiner Tätigkeit war die Außengestaltung. Zuccalli bestimmte die Form der 71 m hohen Tambourkuppel und später auch der beiden 65 m hohen Türme. Die Gestaltung der Schnecken unter den Turmhelmen wurde durch die Kuppel von Santa Maria della Salute in Venedig inspiriert. Das Hauptschiff weist eine Länge von 72,50 m, eine Breite von 15,50 m und eine Höhe von 28,55 m auf. Die Kuppel wurde mit einem Durchmesser von etwas unter 18 m etwas kleiner gestaltet als ursprünglich geplant. Die Laterne auf der Kuppel trägt als Wetterfahne einen Löwen.
Gleichzeitig arbeitete Zuccalli ab 1674 auch an der Ausgestaltung des Innenraumes mit. Im gleichen Jahr begannen der Comer Giovanni Nicolò Perti und Giovanni Viscardi sowie Abraham Leuthner mit den Stuck-Arbeiten.
Am 11. Juli 1675 wurde die Kirche geweiht – sie war zu diesem Zeitpunkt noch weitgehend im Rohbau. Diskussionen über die endgültige Fassadengestaltung verzögerten die Fertigstellung. Zwischen 1684 und 1692 errichtete Zuccalli nach eigenen Plänen die Türme; 1688 wurde die Innenausstattung vollendet. Ab 1692 bis zur Fertigstellung übernahm Giovanni Viscardi die Bauleitung. Henriette von Savoyen machte die Kirche zum Sitz ihrer Kongregation der Adeligen Dienerinnen Mariens. Sie verstarb 1676 und erlebte die Fertigstellung der Theatinerkirche nicht mehr.

Die Doppelturmfassade der Theatinerkirche blieb lange unvollendet. Erst rund 100 Jahre nach der Weihe entwarf François de Cuvilliés der Ältere 1765 eine Fassade im Rokoko-Stil mit nur leichten Veränderungen, die sein Sohn François de Cuvilliés der Jüngere vollendete. 

### Kloster und Klosterbau
Der Klosterbau trug die Handschrift Zuccallis, unter dessen Leitung der Baumeister Lorenzo Perti die Gebäude aufführte. Kirche und Kloster bildeten ein gewaltiges Viereck zwischen Stadtmauer, Schwabinger Gasse (der heutigen Theatinerstraße), Kuhgasse (der heutigen Salvatorstraße) und Salvatorplatz.
Die Theatiner erlangten einen guten Ruf als Seelsorger und Gelehrte, bis sich gegen Ende des 18. Jahrhunderts ein zunehmender Verfall der Zucht und Finanzen bemerkbar machte. Kurfürst Max IV. Joseph, der spätere König Max I. Joseph, hob am 26. Oktober 1801 das Kloster schon vor der Säkularisation auf. Während der Säkularisation kamen das Kloster wie auch gleichzeitig die Kirche in Staatsbesitz. Sie sind daher bis heute Eigentum des Freistaates Bayern. Die Theatinerkirche blieb in der Folge Stifts- und Hofkirche, während in das Konventgebäude die kurfürstlichen Departements (Ministerien) für Finanzen, Justiz und Geistliche Sachen verlegt wurden, nachdem bereits 1799 das Departement der Auswärtigen Angelegenheiten in das noch bestehende Theatinerkloster eingezogen war. Bis zur Mitte des 19. Jahrhunderts blieb das Theatinerkloster Standort der königlichen Regierung. Am Südwesttrakt des Klosters war bereits 1731 das Palais Minucci entstanden.
1839 wurde durch Gregor XVI. das neue Kollegiatstift zum Hl. Kajetan errichtet. 1855 wurde die Kirche zur Ordenskirche des St. Elisabethenordens bestimmt und der Stiftsdechant zum Zeremoniar ernannt.

### Zerstörung und Wiederaufbau
Während des Zweiten Weltkrieges, besonders in den Jahren 1944/1945, wurde die Kirche und das Kloster (bis auf den Westtrakt) stark beschädigt. Das Altarbild „Die Stiftung der Theatinerkirche durch das Kurfürstenpaar“ (Antonio Zanchi, 1675) wurde zerstört. Bereits 1946 begann der Wiederaufbau, der 1955 weitgehend abgeschlossen wurde. Seit 1954 betreuen Dominikaner die Stiftskirche und haben seitdem eine kleine Niederlassung in St. Kajetan. Die Wiederbebauung des ehemaligen Klostergeländes wurde 1973 abgeschlossen. Der so entstandene Gebäudekomplex beherbergt heute die Staatsministerien für Unterricht und Kultus für Wissenschaft und Kunst. Von 2001 bis 2019 erfolgte eine schrittweise Innen- und Außensanierung der Kirche.

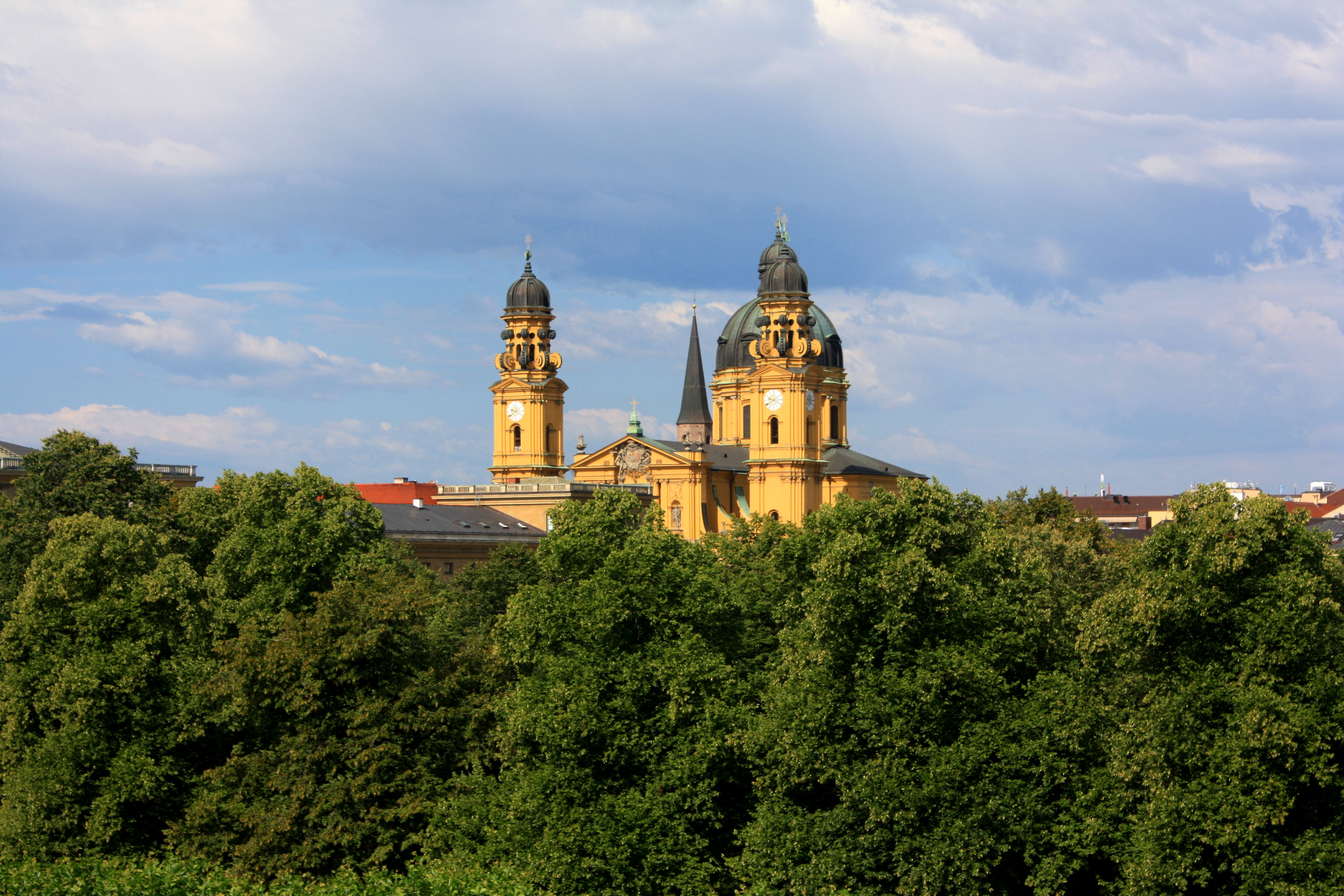
Blick aus der Staatskanzlei über den Hofgarten (2012)
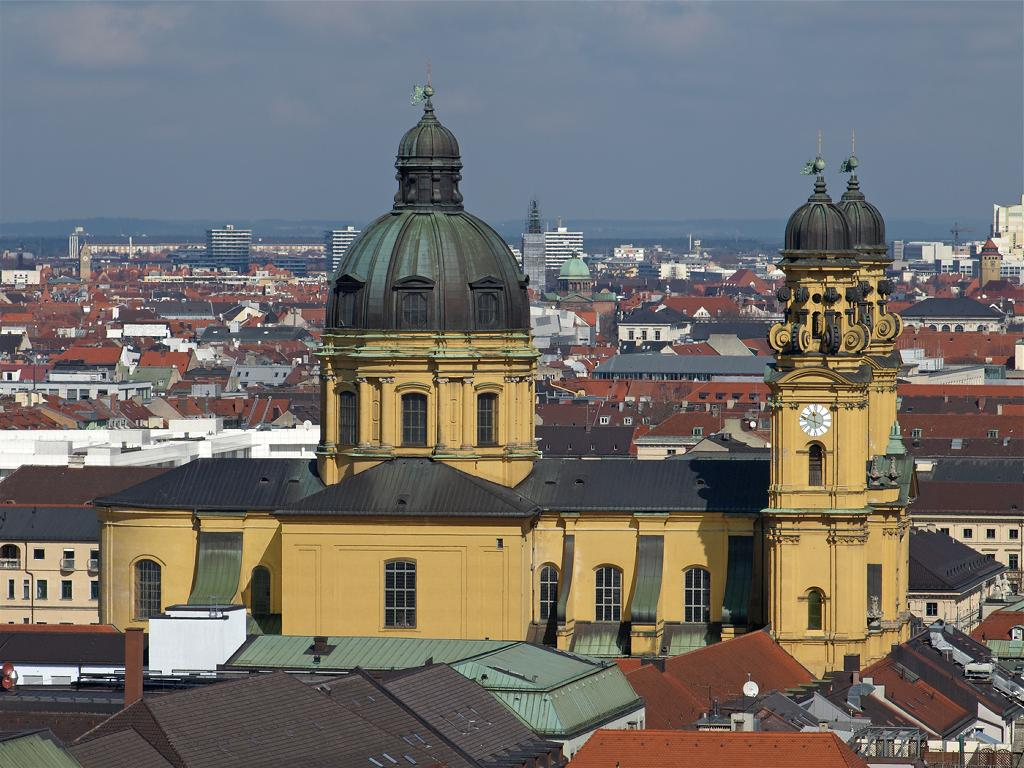
Gesamtansicht (Blick vom Alten Peter, 2008)
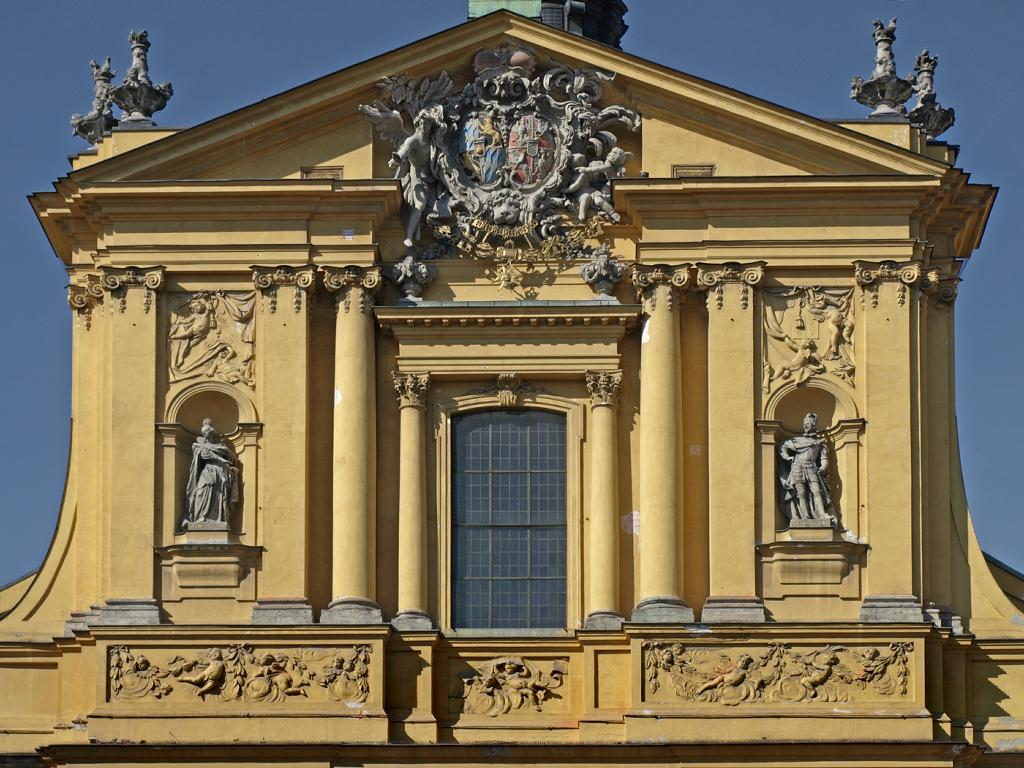
Fassaden-Detail (2008)
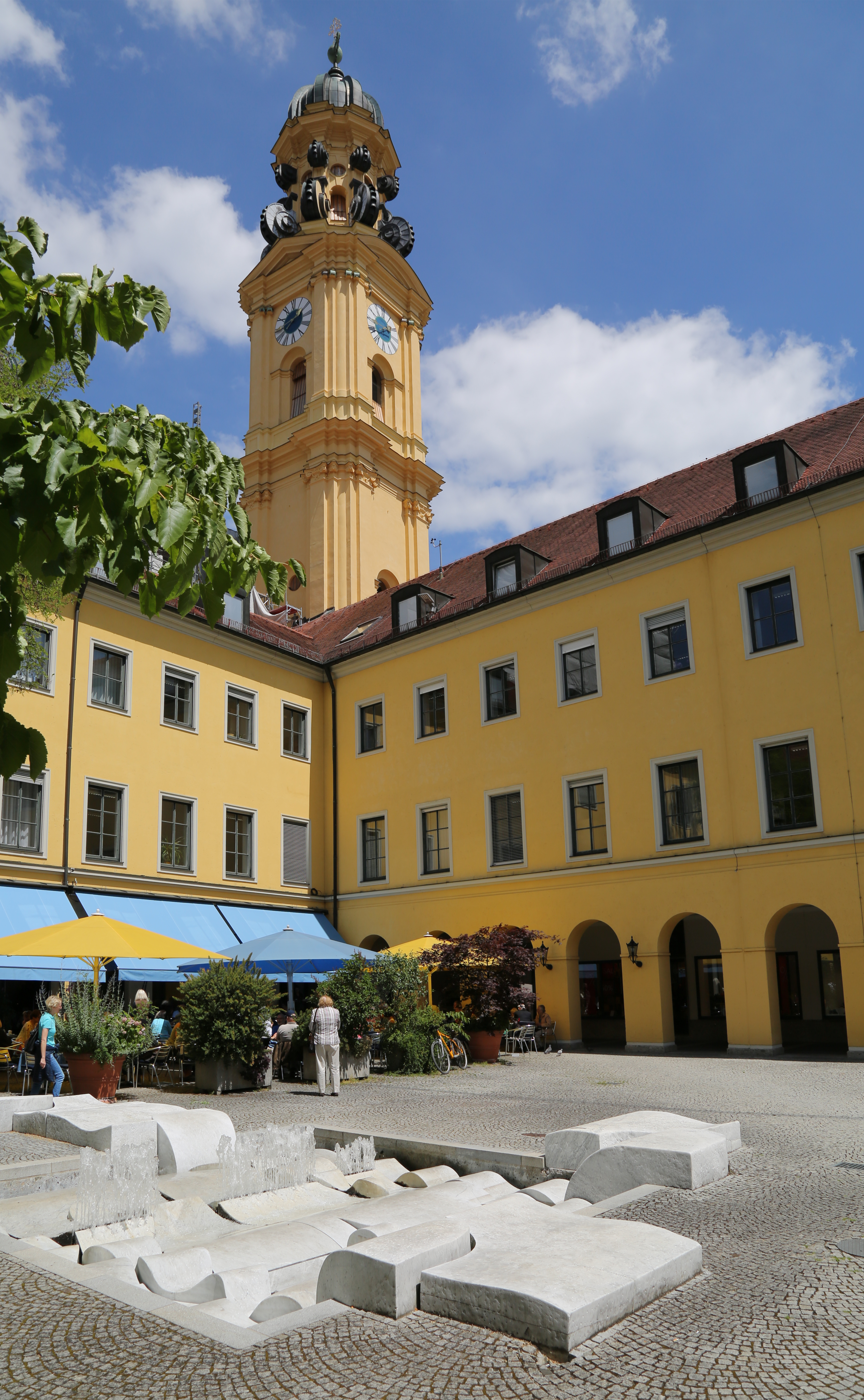
Ehemaliger Kreuzgang des Klosters (2017)
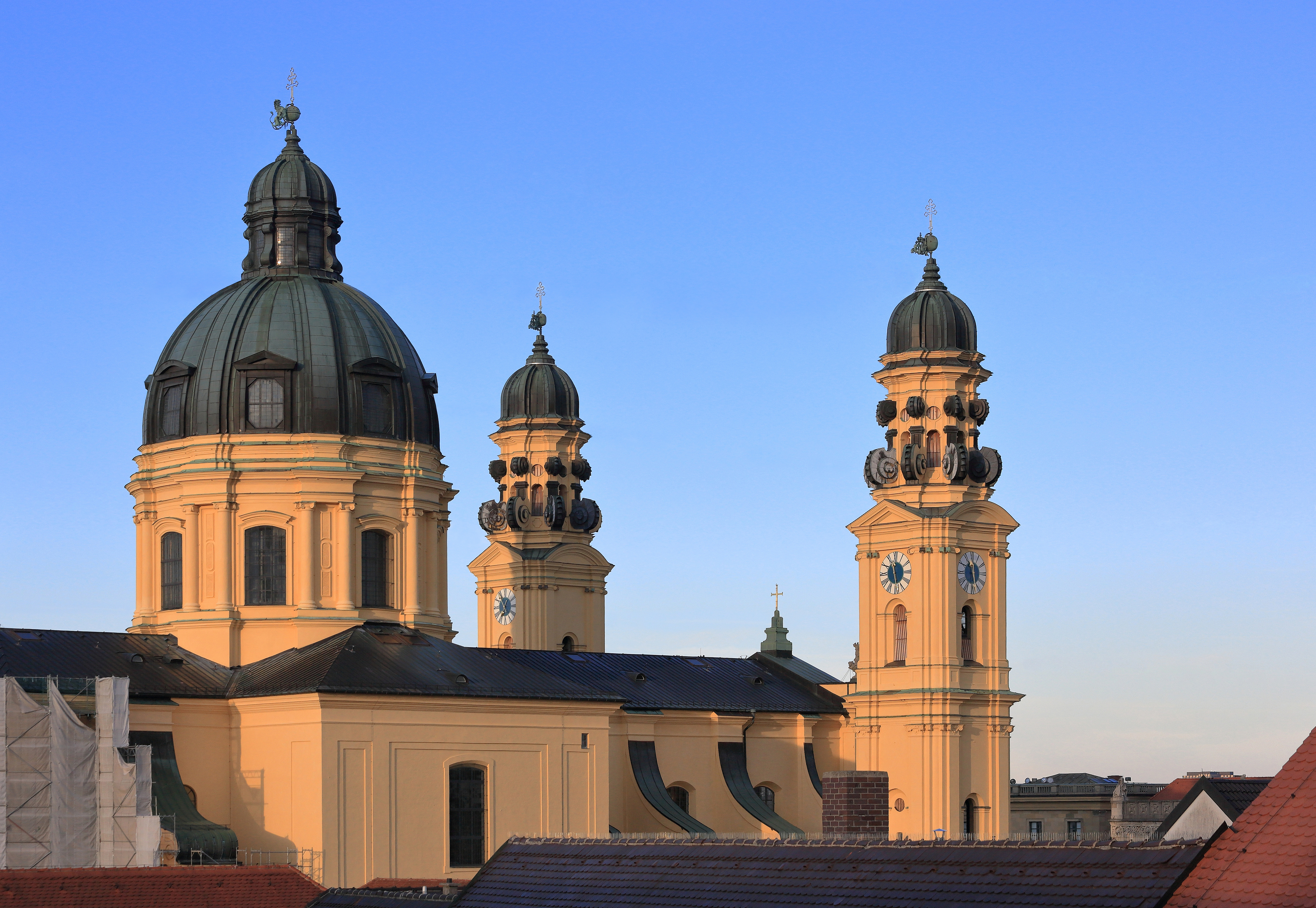
Blick von Südwesten (2018)
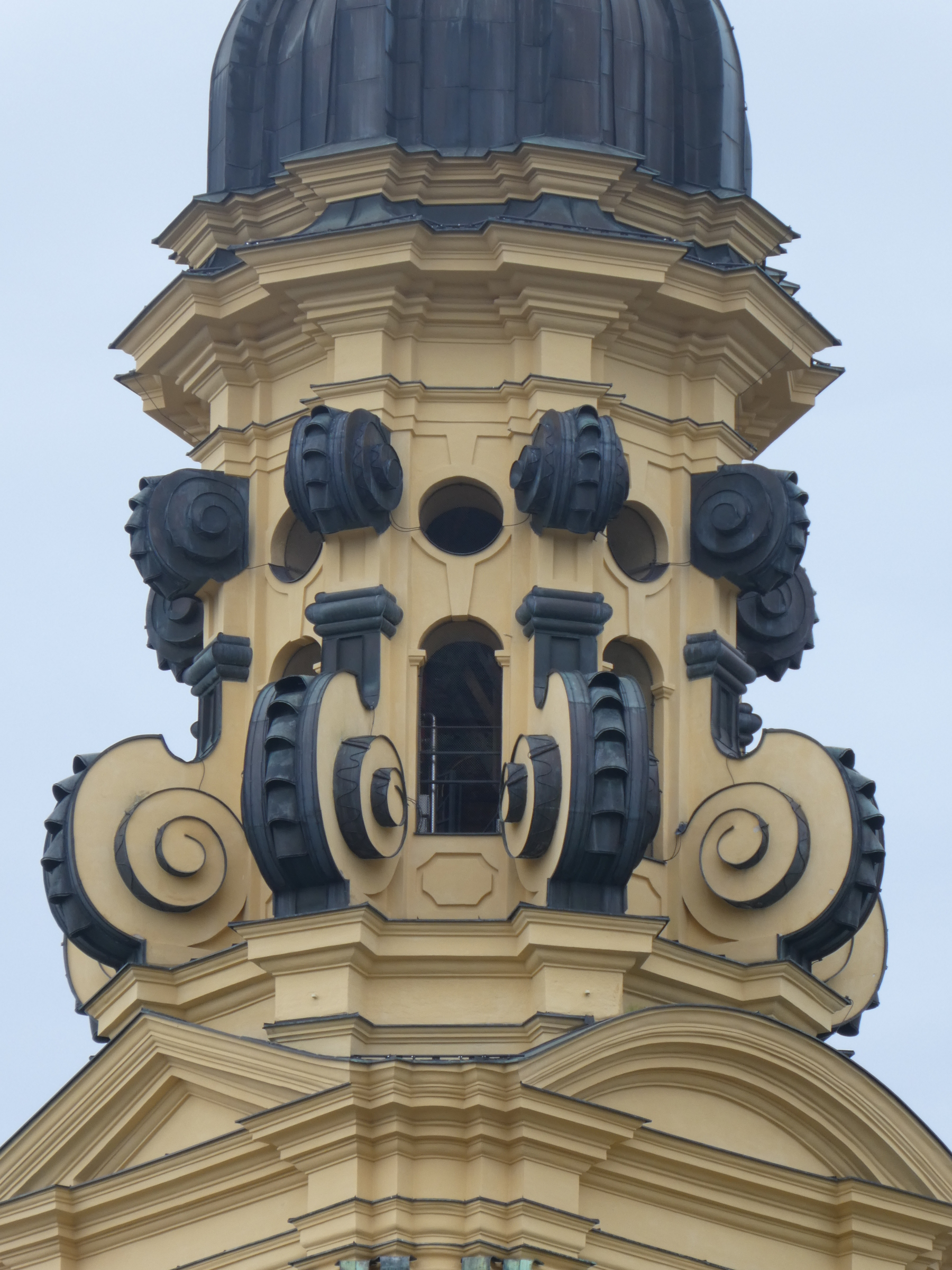
Glockengeschoss mit Volutenschmuck (2024)
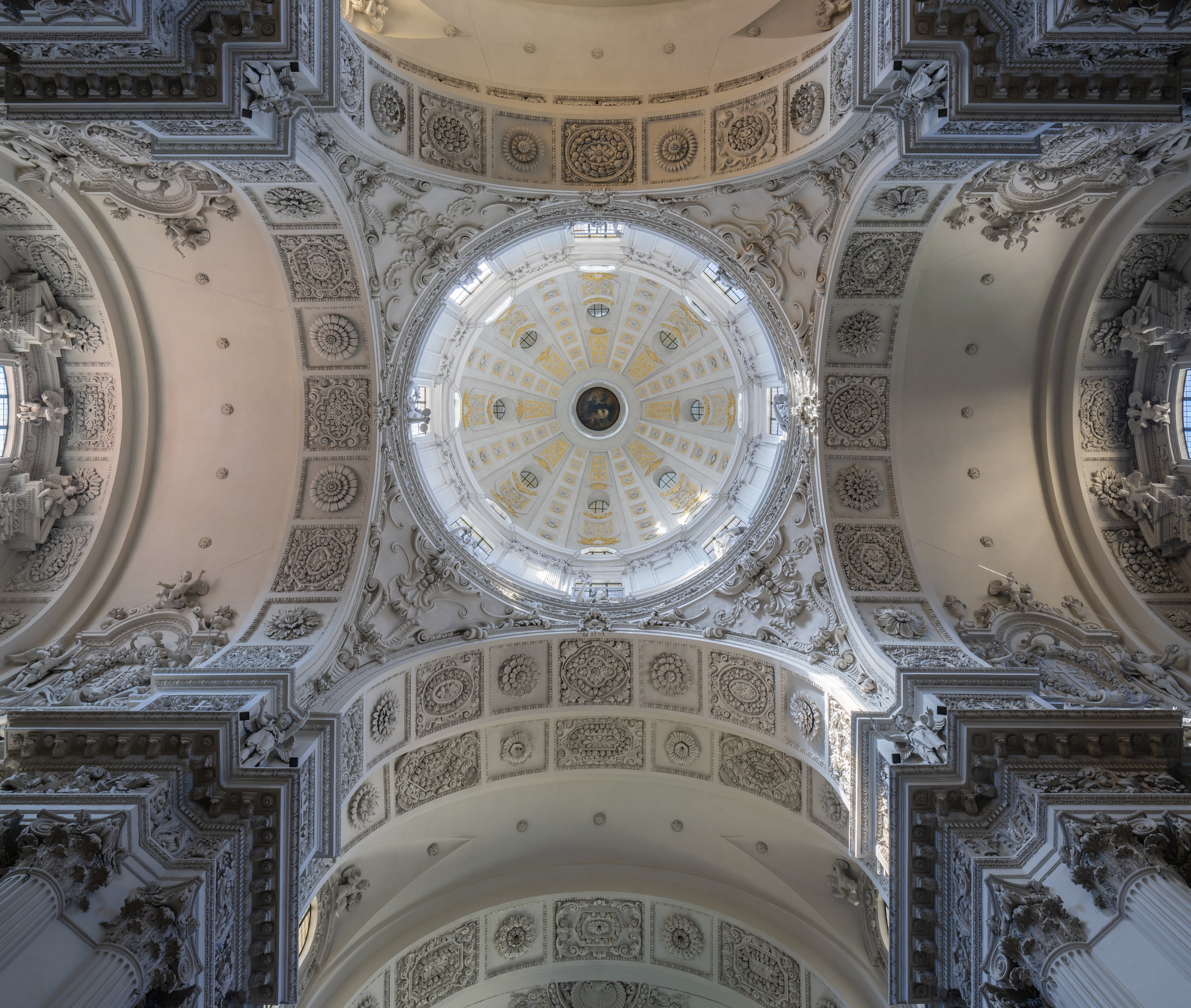
Blick in die Kuppel (2023)
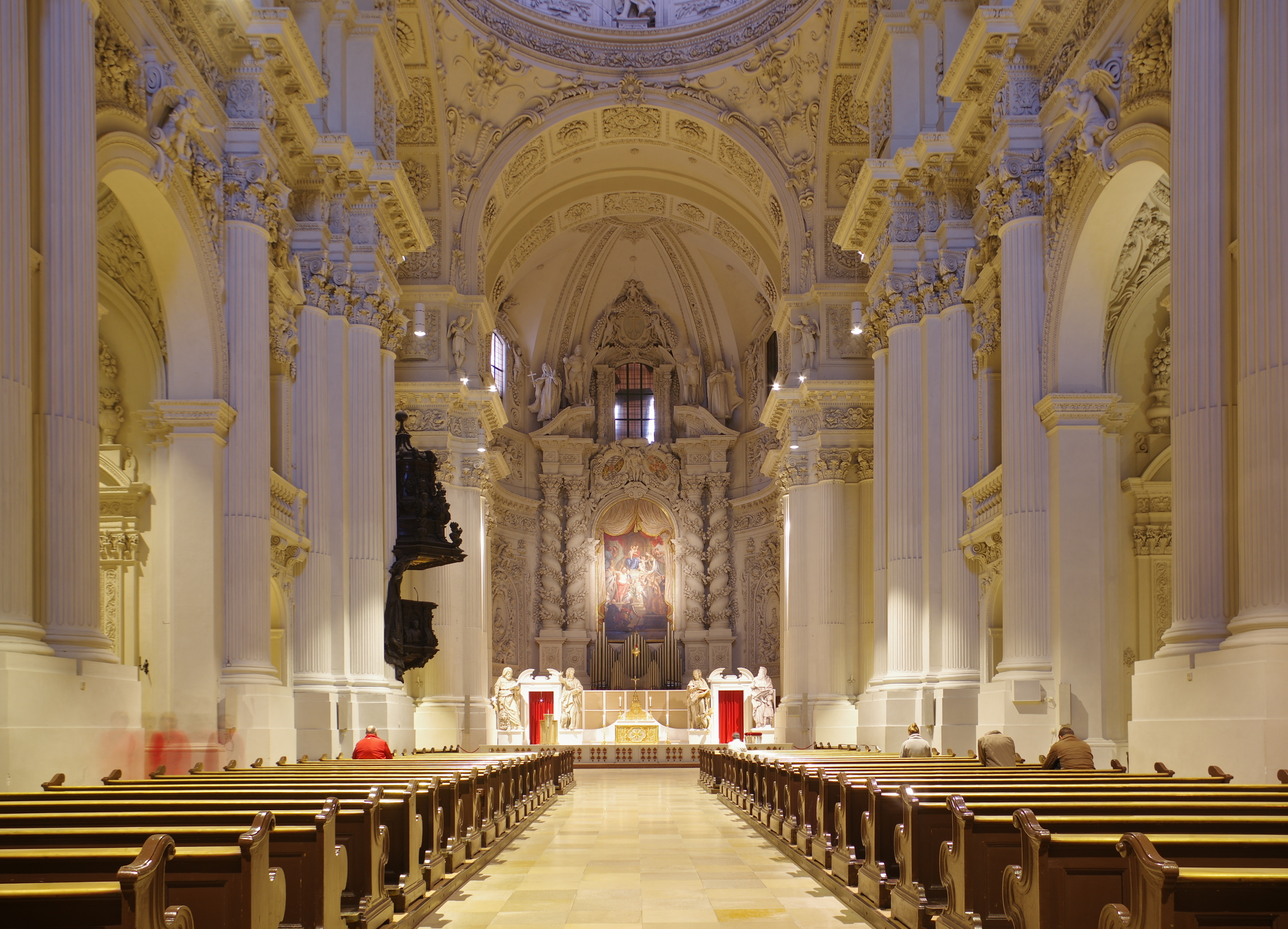
Innenansicht (2017)

### Farbgestaltung
Bei der jüngsten Restaurierung 2001 bis 2019 wurde der gelbliche Ocker-Ton der Außenfassade beibehalten. Ähnlich wie bei der Münchner Jesuitenkirche St. Michael, deren Fassadenfarbe im Zuge der Renovierung geändert wurde, bleibt die Farbgebung der Fassaden jedoch Diskussionsthema. Als ehemalige Hofkirche ist die Theatinerkirche Eigentum des Freistaats Bayern als Entscheidungsträger. Historiker hatten Hinweise, dass das Gebäude bereits ursprünglich grau, in einem sandsteinfarbenen Ton, gestaltet war. Das Erzbischöfliche Ordinariat München und Freising stand einem Wechsel der vertrauten Ansicht positiv gegenüber. Bereits im 18. Jahrhundert war die Fassade der Theatinerkirche gelb gestrichen, in der Klenze-Zeit im Zuge des Baus der Ludwigstraße grau, und ab Mitte des 19. Jahrhunderts wieder gelb.

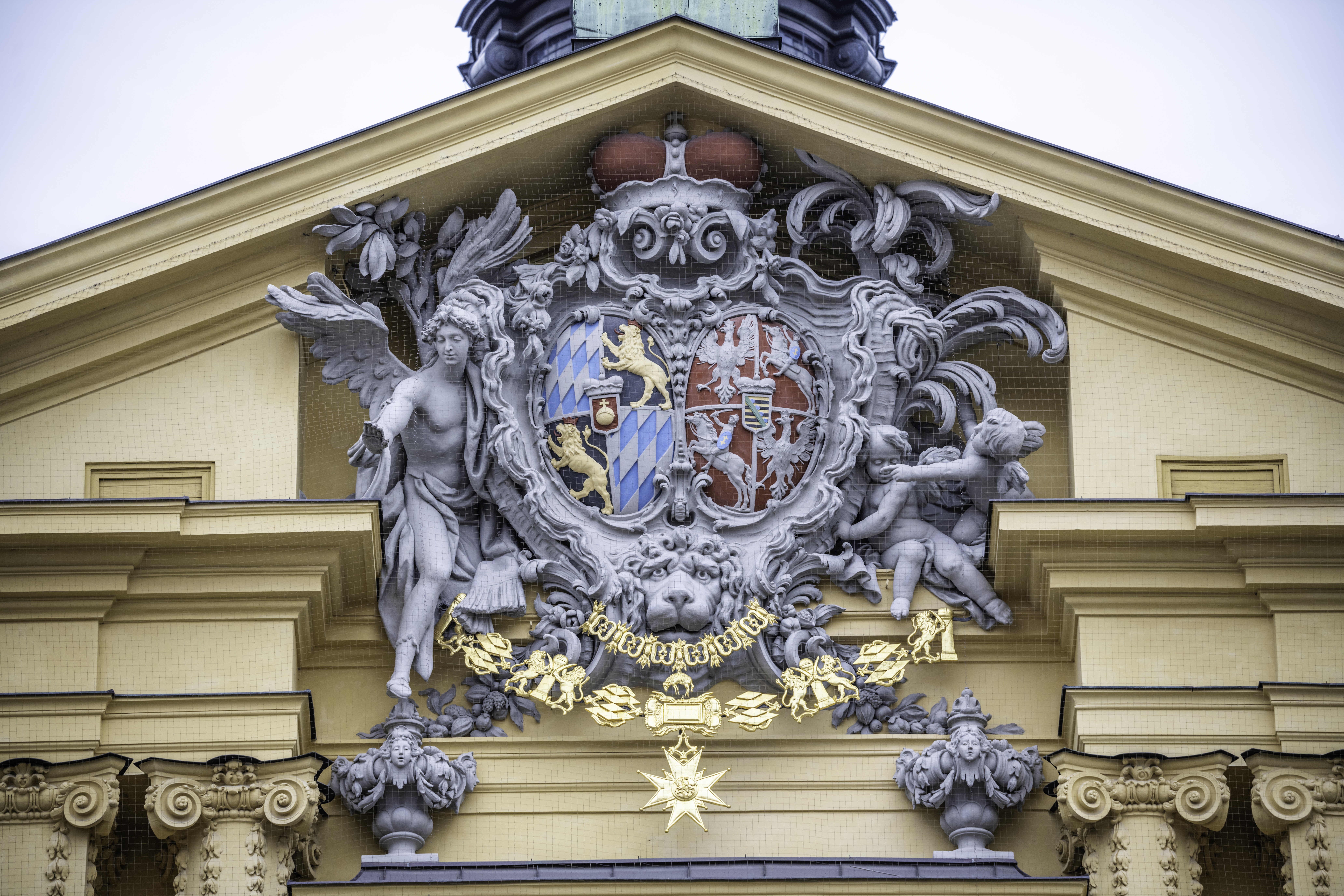
Allianzwappen zwischen Kurfürstentum Bayern und Sachsen + Union Polen-Litauen

## Architektur

### Fassade
Die Doppelturmfassade umfasst im Hauptgeschoss sieben und im Ober- bzw. Giebelgeschoss drei Achsen. Ein Dreiecksgiebel fasst die mittleren Achsen beider Geschosse zusammen. Die Breite der Fassade wird durch Sockel, Gebälk und Attika betont, während die Pilaster und Säulen in dorischer (unten) und ionischer (oben) Ordnung die Fassade in die Höhe streben lassen. Das breite Gesims zwischen den beiden Geschossen bindet auch die Türme ein. Die zurückspringende Mittelachse nimmt unten das Hauptportal auf, darüber das durch eine Säulen-Ädikula nobilitierte Obergeschossfenster und im gesprengten Giebel das von Engeln gehaltene Allianzwappen des damals regierenden Kurfürsten Max III. Joseph und seiner Ehefrau Maria Anna von Sachsen-Polen. Die sächsisch-polnische Union wird heraldisch in der Vereinigung der Hauptwappen des Herzogtums Sachsen und der Union Polen-Litauen zum Ausdruck gebracht. Dem polnisch-litauischen Wappen ist das sächsische mittig aufgelegt. Der weiße Adler mit Krone in rotem Feld steht für das Königreich Polen, der weiße Reiter mit Schwert und Schild (Vytis) in rotem Feld für das mit diesem verbundene Großfürstentum Litauen. Auf dem Waffenschild des litauischen Reiters befindet sich das Wappen der Dynastie der Jagiellonen. Der Schild mit diagonalem Rautenkranz über schwarzen und goldenen Querbalken stellt das Herzogtum Sachsen dar, das den Wettinern zusammen mit der sächsischen Kurwürde 1423 übertragen wurde.
Die Türme wachsen ab dem zweiten Geschoss frei empor. Sie zeigen im oktogonalen Glockengeschoss eine besonders reicher Gestaltung mit Voluten und einem stark verkröpften Gebälk.
Die Bildhauer Roman Anton Boos und Ignaz Günther schufen die Figuren und den Dekor. In den Nischen stehen im ersten Geschoss der heilige Kajetan und Maximilian von Celeia, im Giebelgeschoss Adelheid von Burgund und Ferdinand von Kastilien. Ziervasenpaare besetzen die Abschlüsse der Außenachsen des Giebels sowie der Achsen zwischen Türmen und Mitte. Die Steigerung der Gestaltungsmittel zur Fassadenmitte ist typisch barock: Die Fassade gewinnt zur Mitte hin kontinuierlich an Plastizität, Tiefe und Reichtum der Detailformen.

### Innenraum
Der Grundriss zeigt einen Longitudinalbau, der sich aus fünf querrechteckigen Langhaus-Jochen, einem Kuppelraum mit Quer-Armen und einem Chor mit rund schließender Apsis zusammensetzt. Im Langhaus ist die Jochfolge rhythmisiert: Drei tiefere Joche werden von zwei Schmaljochen eingefasst. Das westliche Schmaljoch nimmt Vorhalle und Chorraum auf, das östliche leitet zum Kuppelraum über. An Gemeinderaum und Chor schließen sich seitlich Kapellen oder Abseiten an, die durch Durchgänge miteinander verbunden sind. Der Altarraum hat Langhausbreite.
Den Aufriss beherrscht eine Halbsäulen-Arkaden-Architektur in korinthischer Ordnung. Zwischen den mittleren Jochen stehen kannelierte Doppelsäulen, an den Schmaljochen einfache kannelierte Säulen. Die Scheitel der Abseitenarkaden erreichen nicht ganz Gebälkhöhe. Über dem Hauptgebälk ist eine Attika eingezogen. Darüber beginnt die Wölbungszone mit Lichtgaden und den gestelzten Gewölbegurten. Die niedrigen Kapellräume schließen mit Flachkuppeln ab. Gedeckt werden Hauptraum, Querarme und Chor von gurtgegliederten Stichkappentonnen im halbkreisförmigen Querschnitt. Im Vierungsbereich treten Doppelsäulen, Attika und Gurte hervor oder sind stärker ausgebildet.

### Maße des Bauwerkes
- Länge des Hauptschiffs: 72,50 m
- Breite des Hauptschiffs: 15,50 m
- Höhe des Hauptschiffs: 28,55 m
- Höhe der Türme: 64,60 m
- Höhe der Kuppel: 70,20 m
- Durchmesser der Kuppel: 17,70 m

## Ausstattung
Der mächtige barocke Hochaltar ist ein viersäuliger Ädikula-Altar mit Opfergangstüren. Der gesprengte Giebel gibt den Blick auf ein Apsisfenster frei. Das Altargemälde zeigt eine thronende Maria mit dem Jesuskind und Heilige, eine sogenannte Sacra Conversazione, von Gaspar de Crayer (1646). Assistenzfiguren sind die vier Evangelisten.

### Geschichte der Hochaltäre

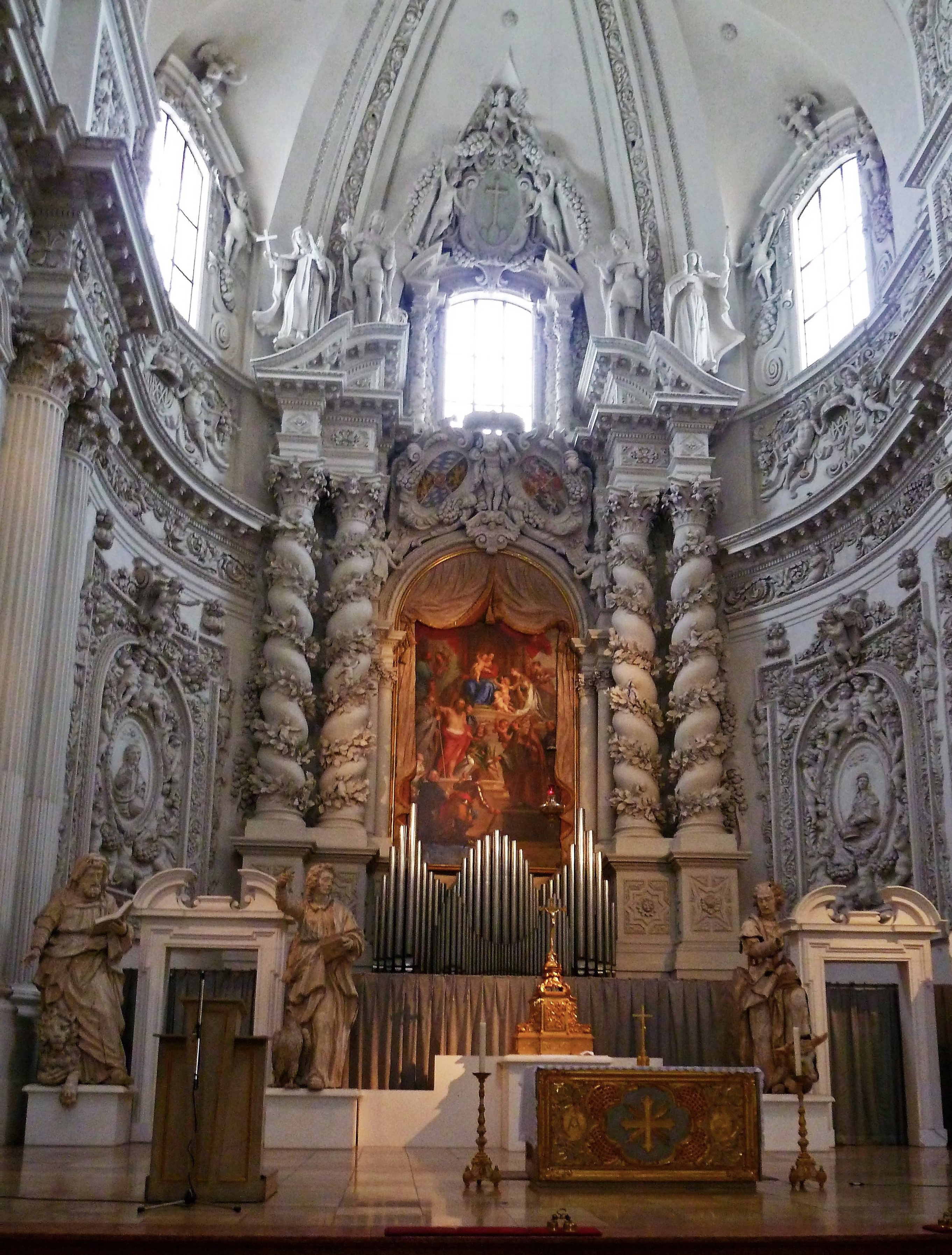
Chorraum

Von der Einweihung der Kirche im Jahr 1675 bis zur Zerstörung des Chorraumes im Zweiten Weltkrieg wechselten vier Hochaltäre ab: Zur Einweihung am 11. Juli 1675 war ein Entwurf des damaligen Bauleiters und Theatiners, Antonio Spinelli, ausgeführt worden. Dieser erste, von der Kurfürstin Henriette Adelheid bei Spinelli am 15. Januar 1670 in Auftrag gegebene Altar bestand aus zwei überlebensgroßen knienden Engeln, welche ein großes Kugel-Tabernakel stützten. Möglicherweise handelte es sich hier aber nur um ein provisorisches Modell, dessen finale Ausführung nie umgesetzt wurde (siehe den Kugel-Tabernakel von San Giorgio Maggiore in Venedig). In seinem 1687 erschienenen Kurbayerischem Atlas beschreibt der Münchner Jurist Anton Wilhelm Ertl den Altar von 1675 im Ensemble mit den vier Evangelisten Ableithners wie folgt: „Neben dem Chor=Altar seynd zwey grosse Cherubim / und dann die vier heiligen Evangelisten über Manns Grösse.“
In den 1720er Jahren wurde dieser erste Hochaltar durch den zweiten, meist auf 1722 datierten, ersetzt. Dieser wies das bekannte rundtempelartige Tabernakel auf, welche damals noch mit der Mensa eine Einheit bildete. 1854 wurde dieser „Tempietto-Altar“ durch die mutmaßliche Rekonstruktion des ursprünglichen Hochaltars von 1675 ersetzt. Statt durch kniende Engel und ein Rund-Tabernakel zeichnete dieser dritte Hochaltar sich jedoch durch ein schrankartiges dreiteiliges Retabel aus. 1928 bis 1930 wurde diese Lösung durch einen Nachbau des Tempietto-Altars von 1722 abgelöst. Er wurde am 7. Januar 1945 zerstört.
Die üblicherweise als „Altar von 1722“ bezeichnete Fassung, welche den Kirchenraum am längsten (1720er Jahre bis 1854; 1930er Jahre bis 1945) schmückte, fügte sich, wie davor Spinellis kniende Engel mit Kugeltabernakel, hervorragend in das Gesamtkunstwerk der Theatinerkirche. Die „Kunstdenkmäler des Königreichs Bayern“ stellen fest, der „gewaltige Hochaltar“ sei „von großer decorativer Wirkung“ gewesen. Er schied sich in einen vorderen und einen hinteren Teil. Altaraufbau und Mensa mit Tabernakel (vom Beginn des 19. Jahrhunderts) standen getrennt. Dazwischen lag der Musik- und Psallierchor. In der ursprünglichen Anordnung standen zu den Seiten der Mensa Portalbauten, die von überlebensgroßen Statuen der vier Evangelisten (von Balthasar Ableithner) eingerahmt waren: „Diese Gestalten, wie auch die flottgearbeiteten Engelsfiguren, welche beiderseits die Oratorien des Chores tragen, gleichfalls von der Hand Ableithners, stimmen harmonisch zu der decorativen Gesammtwirkung des Presbyteriums“ (Kunstdenkmäler, S. 960).
Im Zweiten Weltkrieg zerstörte ein Luftangriff mit Bombardierungen den Chorraum – Chorschranke, Altar und Tabernakel – sowie die Figur des Hl. Matthäus. Während die Statue des Hl. Lukas schwer beschädigt wurde, blieben die Figuren der Hl. Evangelisten Markus und Johannes erhalten. Johannes und Markus wurden auf die Obergeschosse der beiden Querhausaltäre gestellt. Die nach dem Krieg erfolgte Chorraum-Neugestaltung bestand aus einem schlichten, steinernen Altar mit Mensa und Tabernakel, der auf mehreren Stufen platziert war. Hinter dem Altar wurde der Chorraum durch einen an einem schmiedeeisernen Gitter befestigten Vorhang abgetrennt. Im Gefolge der Liturgiereform des Zweiten Vatikanischen Konzils wurde ein zusätzlicher Zelebrationsaltar aus Holz aufgestellt. Dieser bis heute vorhandene Altar fügt sich harmonisch in den Kirchenraum ein. Das Projekt „Neugestaltung des Altarraums“ führte bisher zu keinem Ergebnis – die Entwürfe der Bildhauer Friedrich Koller (geb. 1939) und Stephan Huber wurden nicht umgesetzt.
2004 kehrten die Statuen der Hl. Evangelisten Markus und Johannes mit Unterstützung des Staatlichen Bauamts München I von den Obergeschossen der Querhausaltäre in den Altarraum zurück. Dank der finanziellen Förderung der Deutschen Stiftung Denkmalschutz gelang die Ergänzung der bis dahin nur in Fragmenten erhaltenen Lukas-Figur, deren Rekonstruktion Prof. Jörg Maxzin (Technische Hochschule Deggendorf) ausführte. Von der im Zweiten Weltkrieg zerstörten Matthäus-Figur sind nur Schwarzweißfotos erhalten – eine künstlerisch anspruchsvolle Kopie des verlorenen Originals war damit kaum möglich. Somit wurde der italienische Bildhauer Giuseppe Ducrot (Rom) von der katholischen Kirchenstiftung St. Kajetan mit einer Neuschöpfung beauftragt. Er schuf zunächst ein Modell, das der Südtiroler Bildhauer Gregor Prugger unter seiner Ägide in Lindenholz umsetzte. Die neue Figur schließt nun die Lücke am Hochaltar, wobei sie sich in Größe und Ausdruck den barocken Figuren anpasst, aber bewusst als Neuschöpfung erkennbar ist. Die gesamten Kosten der Matthäusfigur übernahm die Bauer’sche Barockstiftung. Somit nähert sich der aktuelle Zustand wieder dem ursprünglichen Stand von 1722 an. Bereits 2004 wurden auch die beiden Torbögen in provisorischer Ausführung (aus Holz und Kunststoff) rekonstruiert.
Zwischen 2016 und 2018 wurde von Roberta Fonti (Technische Universität München), in Zusammenarbeit mit dem Münchner Restaurator Erwin Emmerling, ein neuer provisorischer Hochaltar entworfen. Dieser zeigt zwei monumentale Türen und einen vereinfachten Sockel für den Tabernakel. Die Türen wurden von den Bildhauern Prugger nach Fontis Entwurf angefertigt. Dasselbe gilt für die Sockel der vier Skulpturen. Die Originalwand, die den Altarraum in zwei Hauptbereiche unterteilt, wurde mit Holz und einem goldenen Stoff neu gestaltet. Eine Wiederherstellung der 1944 zerstörten Chorschranke wird angestrebt.

### Gemälde

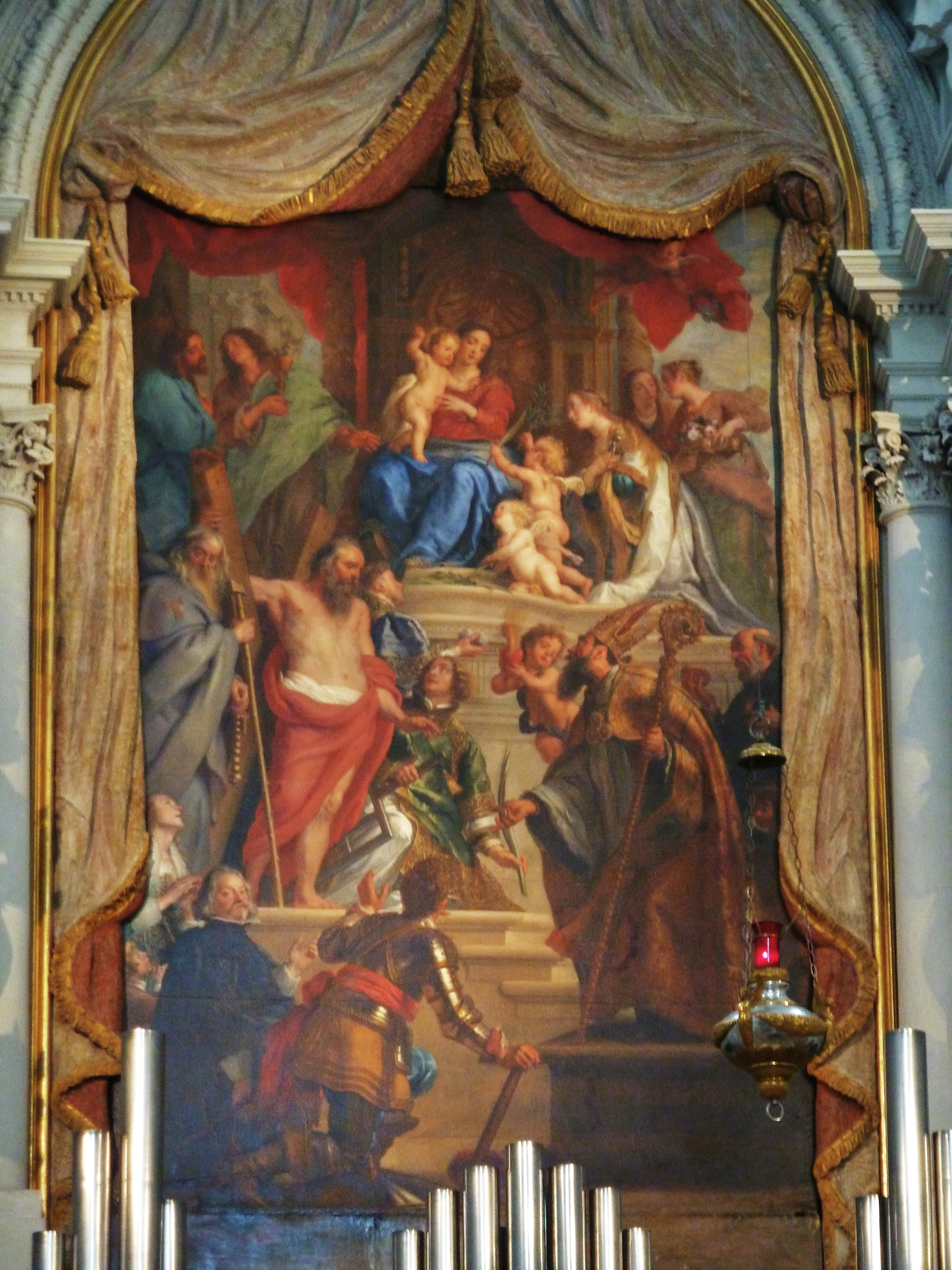
Hochaltarbild von Gaspar de Crayer (1646)

Die größten Werke finden sich an den drei Hauptaltären, in der Apsis und den beiden Querarmen. Den Hochaltar zierte ursprünglich ein Gemälde (1675) von Antonio Zanchi, das die Heiligen St. Kajetan und Adelheid sowie die kurfürstliche Stifterfamilie kniend darstellte, sowie zwei Pagen, die ein Modell der Theatinerkirche in den Händen halten; dieses Bild wurde 1944 zerstört. Der Altar enthält nun ein Gemälde von Gaspar de Crayer, das eine thronende Madonna zeigt. Da es etwas kleiner ist als das Rahmenfeld des Retabels, wurde es mit einer Draperie umgeben, die die Zwischenraum ausfüllt.
Im Seitenaltar im linken Querschiff befindet sich ein Gemälde von Joachim von Sandrart, das „Kajetans wunderbares Eingreifen bei der Pest zu Neapel“ zeigt. Das in dunklen Farben gehaltene, überdimensional große Werk (8,50 × 4,40 m) war im Jahre 1667 von den bayerischen Kurfürsten in Auftrag gegeben und 1671 vollendet worden, bis es zur Einweihung der Kirche im Jahr 1675 seinen endgültigen Platz fand. Im rechten Seitenaltar befindet sich ein Gemälde von Carlo Cignani, dass dieser 1676 nach München gesandt hat, mit der Darstellung der „Heiligen Sippe“ – ein Beispiel lebendiger, oberitalienischer Barockmalerei, das von seiner Stimmung her genau das Gegenteil zum betrübten Gegenüber des Pestbildes darstellt.

### Bedeutende Kunstwerke

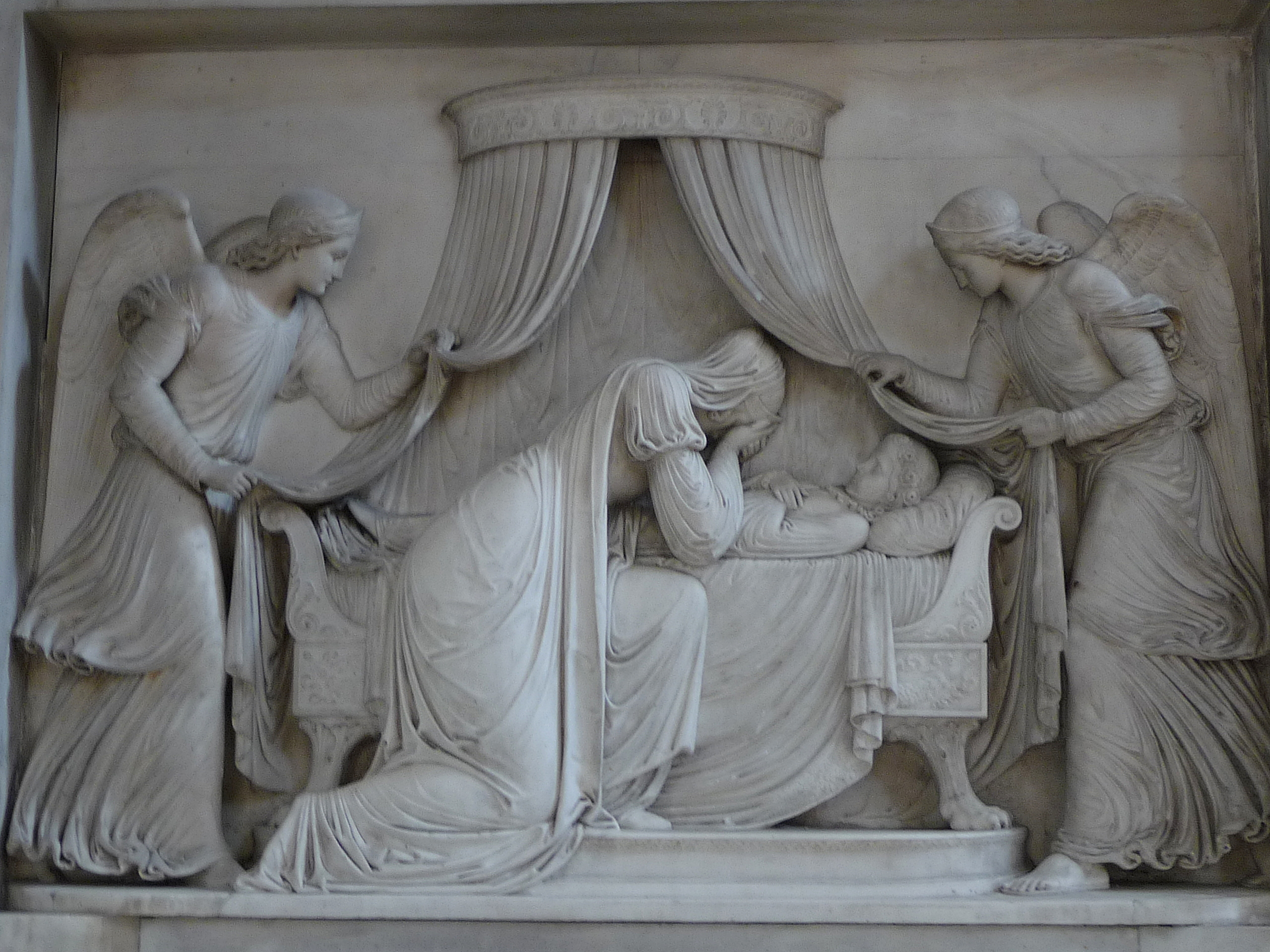
„Innigst geliebt und heftigst beweint“, so lautet die Inschrift unter dem Grabrelief für die Prinzessin Maximiliane Josepha Caroline von Bayern (1810–1821). Konrad Eberhard schuf es in den Jahren 1821–1825.

- Nischenfiguren der Fassade (Entwurf Ignaz Günther, Ausführung Roman Anton Boos).
- Stuckreliefs mit Putten an der Fassade (Johann Baptist Straub).
- Stuckatur im Innenraum (Giovanni Nicolò Perti und Abraham Leuthner, 1674).
- Hochaltar (unbekannt), nach Tradition der Theatiner in Mensa und Altarwand geteilt.
- Hochaltarbild Maria auf dem Thron mit Heiligen zu ihren Füßen (Caspar de Crayer, 1646).
- Hauptbild des linken Seitenaltares (Pest-Bild),  (Joachim von Sandrart, 1667–1671).
- Heiliger Kajetan auf der Mensa des linken Seitenaltars (Nikolaus Gottfried Stuber).
- Altarbild Die heilige Sippe des Marienaltares (Carlo Cignani, 1676).
- Tod des Heiligen Andreas Avellino (Johann Carl Loth, 1677).
- Selige Margaretha von Savoyen (Antonio Triva).
- Heiliger Georg (Josef Weis, 1760).
- Die Heiligen Lucia, Apollonia, Margareta und Agatha (Pietro Liberi).
- Schutzengel (Antonio Zanchi).
- Statue Verkündigung Mariae auf der Mensa des Marienaltares (Georges Desmarées).
- Statue des Evangelisten Markus (Balthasar Ableithner, 1670–1672), ursprünglich am Hochaltar.
- Reichverzierte prunkvolle Kanzel in schwarzer Fassung und Beichtstühle (Andreas Faistenberger, 1686).
- St.-Kajetan-Altar.

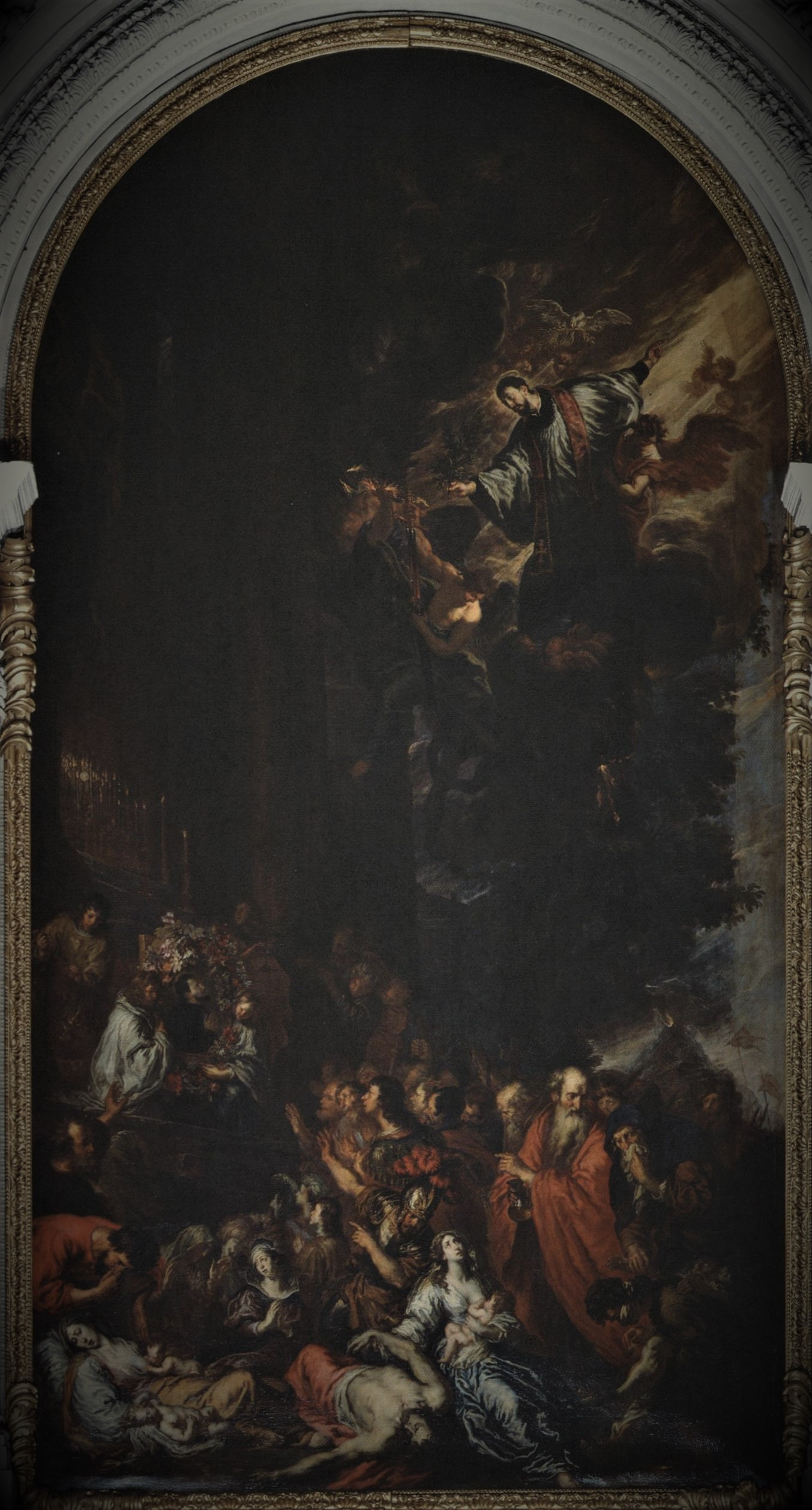
Pest-Gemälde am linken Seitenaltar
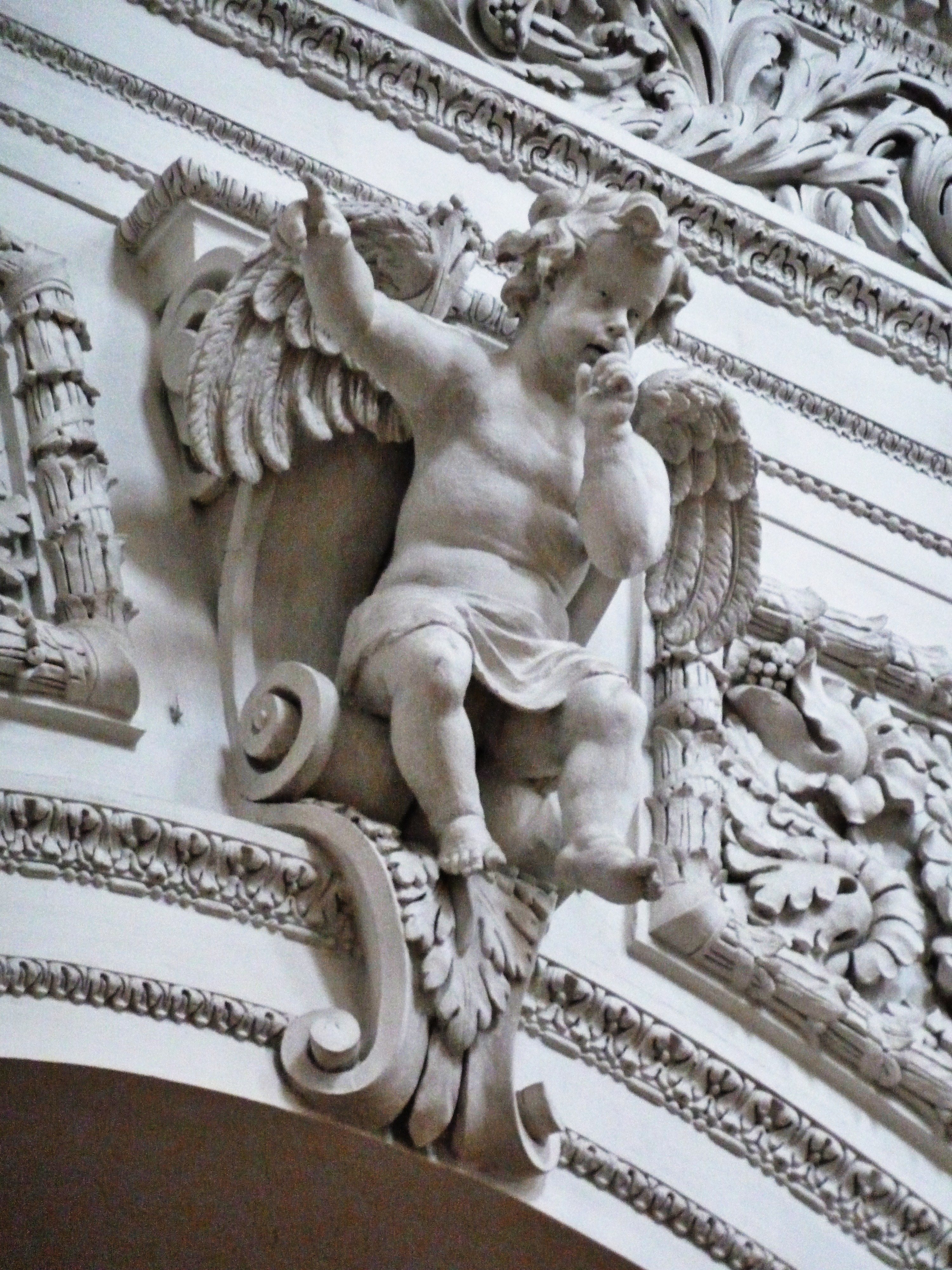
Stuckengel

### Stuck
Der Innenraum der Theatinerkirche ist reich dekoriert mit Stuck. Im Stile des Barock und Rokoko sind darin sowohl korinthische Säulenelemente mit Akanthusblättern als auch Ornamente und religiöse Figurationen eingearbeitet.

## Orgeln
Bereits 1686 wurde eine Orgel von Veit Weinberger aus München erbaut. 1782 fertigte Anton Bayr ein neues Instrument mit 14 Registern auf einem Manual und Pedal. Dieses wurde von Karl Frosch weitgreifend umgebaut und verfügte daraufhin über 16 Registern auf zwei Manuale und Pedal. 1902 baute Franz Borgias Maerz ein pneumatisches Nachfolgewerk in das historische Gehäuse von 1782 ein. Diese Orgel verfügte über 28 Registern auf zwei Manuale und Pedal. Das Instrument ging kriegsbedingt 1945 unter.
Heute gibt es in der Theatinerkirche drei Orgeln: die Hauptorgel von 1960 hinter dem Hochaltar im Chorraum, die Seitenorgel von 1950 in einer Loge rechts gegenüber der Kanzel, und eine Truhenorgel von 2018.

### Hauptorgel

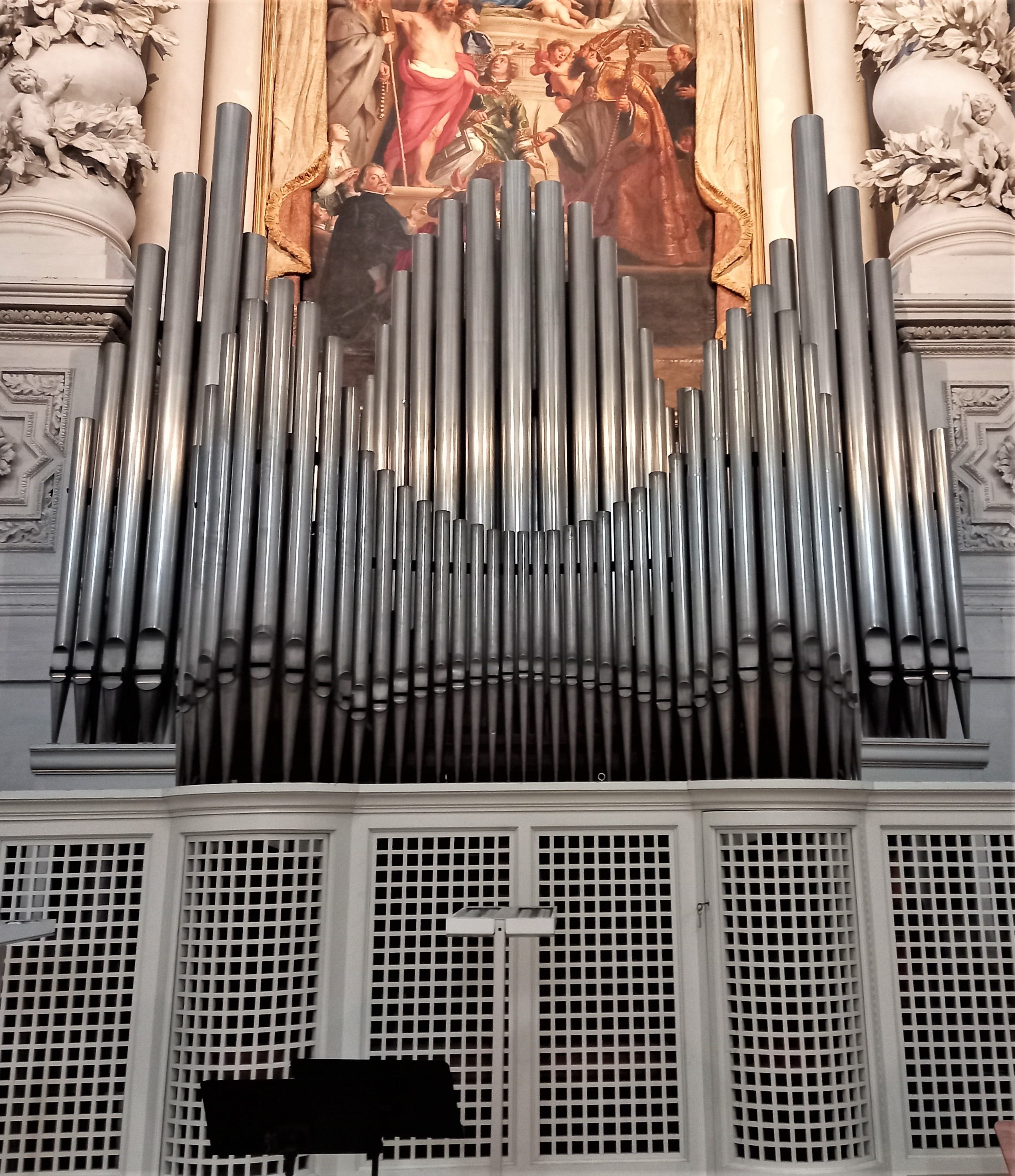
Hauptorgel der Theatinerkirche hinter dem Hochaltar (2022)

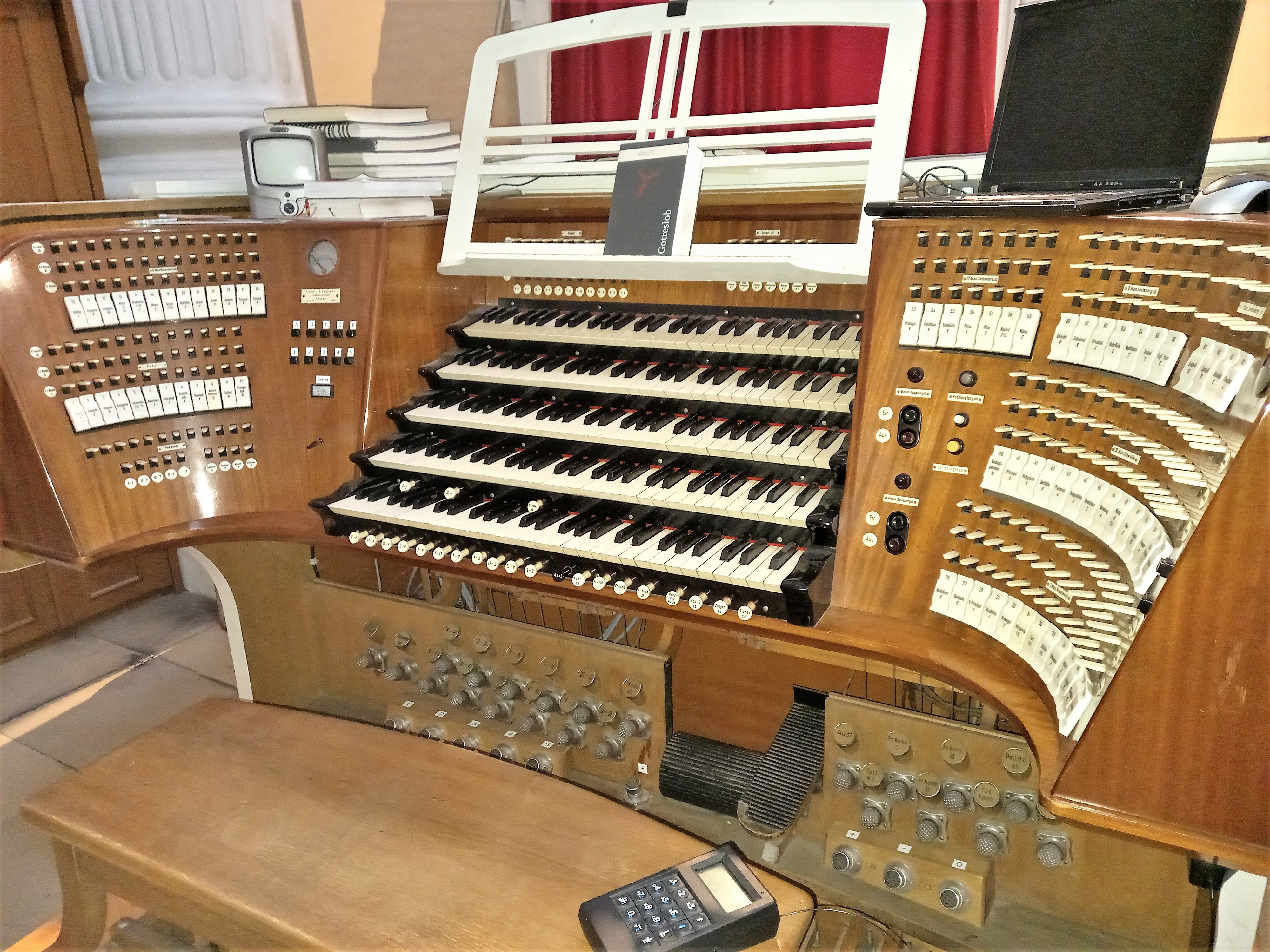
Hauptspieltisch (2022)

Die Hauptorgel wurde 1960 von Ludwig Eisenbarth (Passau) erbaut und 1961 eingeweiht. Das Instrument hat 49 Register mit elektropneumatischer Traktur. Sie ist von einem beweglichen fünfmanualigen Spieltisch spielbar, der sich im Chorraum befindet. Die Seitenorgel mit 17 Registern ist dem IV. und V. Manual im Hauptspieltisch zugeordnet. Insgesamt verfügt die Orgelanlage über 66 Register. Zwischen 2003 und 2009 wurden beide Orgeln im Zuge der Innenrenovierung der Kirche ausgelagert und 2009 von Dieter Schingnitz (Iffeldorf) renoviert und umgebaut. Dabei erhielt der Hauptspieltisch eine externe Notebook-basierte Setzeranlage. Die Disposition:
| I Brustwerk C–g3      |        |
| Nachthorn             | 8′     |
| Quintade              | 8′     |
| Italienisch Prinzipal | 4′     |
| Blockflöte            | 4′     |
| Rohrquinte            | 2 ⁄3′  |
| Schwegel              | 2′     |
| Terz                  | 1 3⁄5′ |
| Sifflöte              | 1 ⁄3′  |
| Oktävlein             | 1′     |
| Scharff IV            | 2⁄3′   |
| Rankett               | 16′    |
| Krummhorn             | 8′     |
| Tremolo               |        |

| II Hauptwerk C–g3 |       |
| Prinzipal         | 16′   |
| Prinzipal         | 8′    |
| Gamba             | 8′    |
| Gedeckt           | 8′    |
| Oktave            | 4′    |
| Rohrflöte         | 4′    |
| Quinte            | 2 ⁄3′ |
| Oktave            | 2′    |
| Großmixtur V-VII  | 2′    |
| Mixtur IV         | 1⁄2′  |
| Trompete          | 16′   |
| Trompete          | 8′    |
| Klarine           | 4′    |

| III Schwellwerk C–g3 |       |
| Gedacktpommer        | 16′   |
| Prinzipal            | 8′    |
| Rohrpfeife           | 8′    |
| Zartflöte            | 8′    |
| Schwebung (ab g0)    | 8′    |
| Praestant            | 4′    |
| Koppelflöte          | 4′    |
| Nachthorn            | 2′    |
| Mixtur IV            | 1 ⁄3′ |
| Fagott               | 16′   |
| Trompete             | 8′    |
| Oboe                 | 8′    |
| Feldtrompete         | 4′    |
| Tremolo              |       |

| Pedal C–f1            |       |
| Akustischer Untersatz | 32′   |
| Prinzipalbaß          | 16′   |
| Subbaß                | 16′   |
| Oktavbaß              | 8′    |
| Gedecktbaß            | 8′    |
| Choralbaß             | 4′    |
| Nachthorn             | 2′    |
| Hintersatz V          | 2 ⁄3′ |
| Bombarde              | 32′   |
| Posaune               | 16′   |
| Trompete              | 8′    |
| Clairon               | 4′    |

- Koppeln: II/I, III/I, I/II, III/II, IV/II, V/II, V/III, V/IV, I/P, II/P, III/P, IV/P, V/P, Koppeln ab, General-Koppel (stillgelegt).
- Spielhilfen: Crescendowalze, Handregister, drei freie Kombinationen, eine Pedalkombination, Zimbelstern, Einzelabsteller für die Zungenregister, Handregister aus Walze, Manual 16′ ab, Zungen ab, Hauptwerk ab, Tutti Hauptorgel, Tutti Seitenorgel, Generaltutti.
- Anmerkungen

1. ↑  Schingnitz 2009, anstelle von Gemshorn 8′ (Eisenbarth 1960).
2. ↑  Schingnitz 2009, anstelle von Nasard 2 2⁄3′ (Eisenbarth 1960).
3. ↑  Schingnitz 2009, anstelle von Terzzimbel (Eisenbarth 1960).
4. ↑  Schingnitz 2009: Transmission von Gedacktpommer 16′ III. Manual (C-H Quintschaltung Gedacktpommer 16′), anstelle von Zartbass 16′ (Transmission Gedacktpommer 16′ III. Manual, Eisenbarth 1960).
5. ↑  C-H Eisenbarth (1960), c0–f1 Schingnitz (2009).
6. ↑  Halbe Länge.

### Seitenorgel

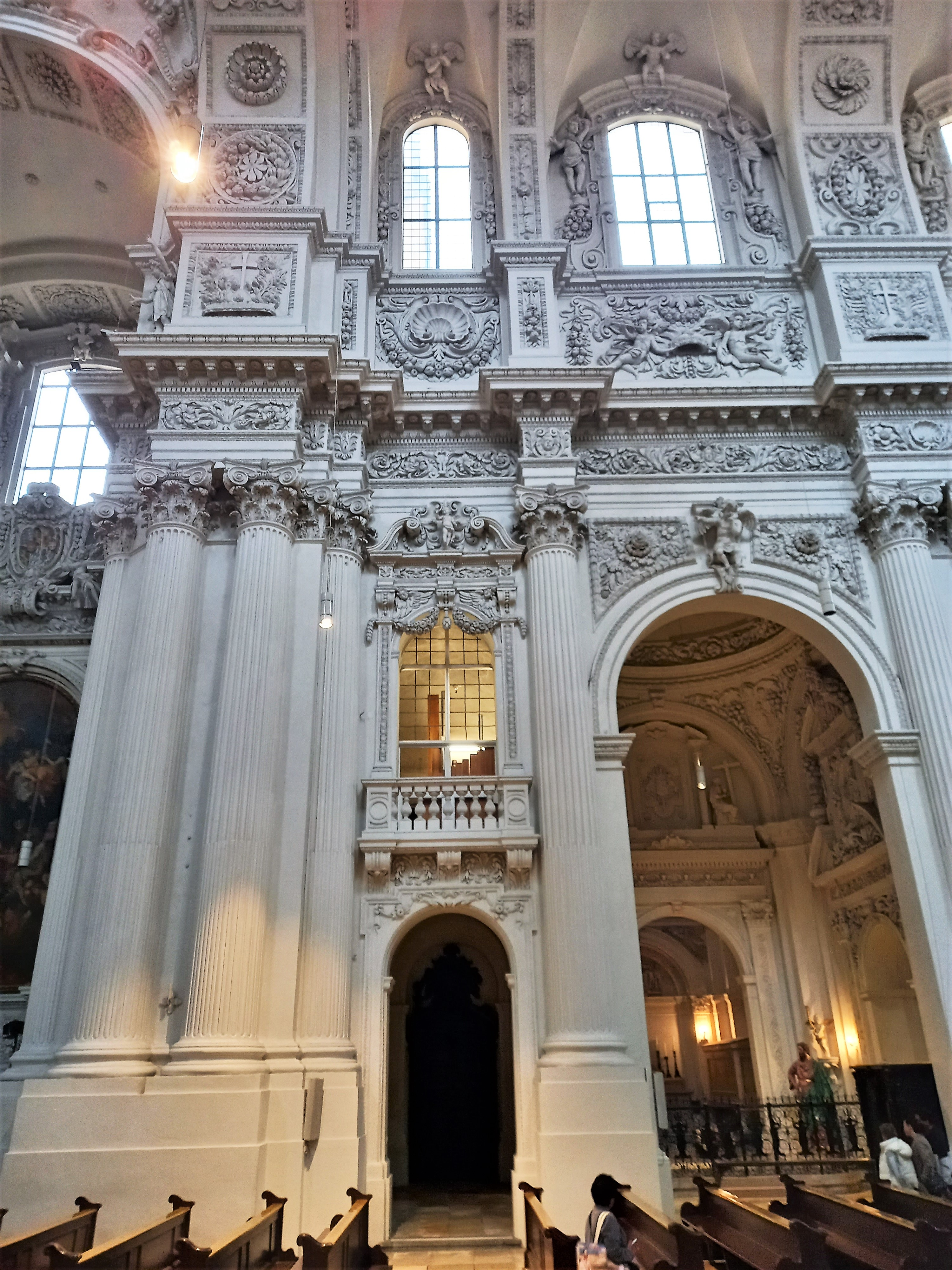
Die Seitenorgel in der beleuchteten Loge (2022)

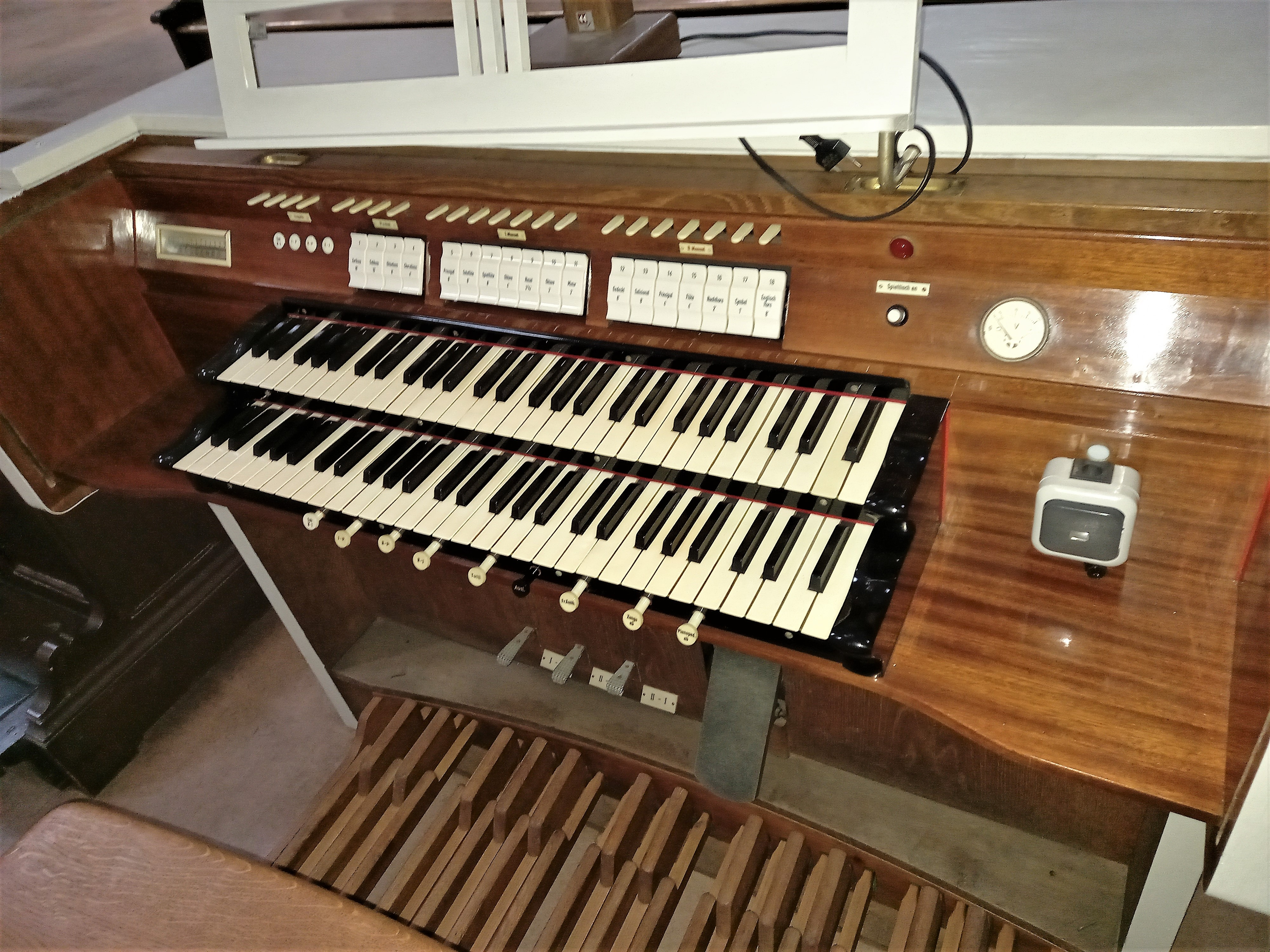
Spieltisch der Seitenorgel (2022)

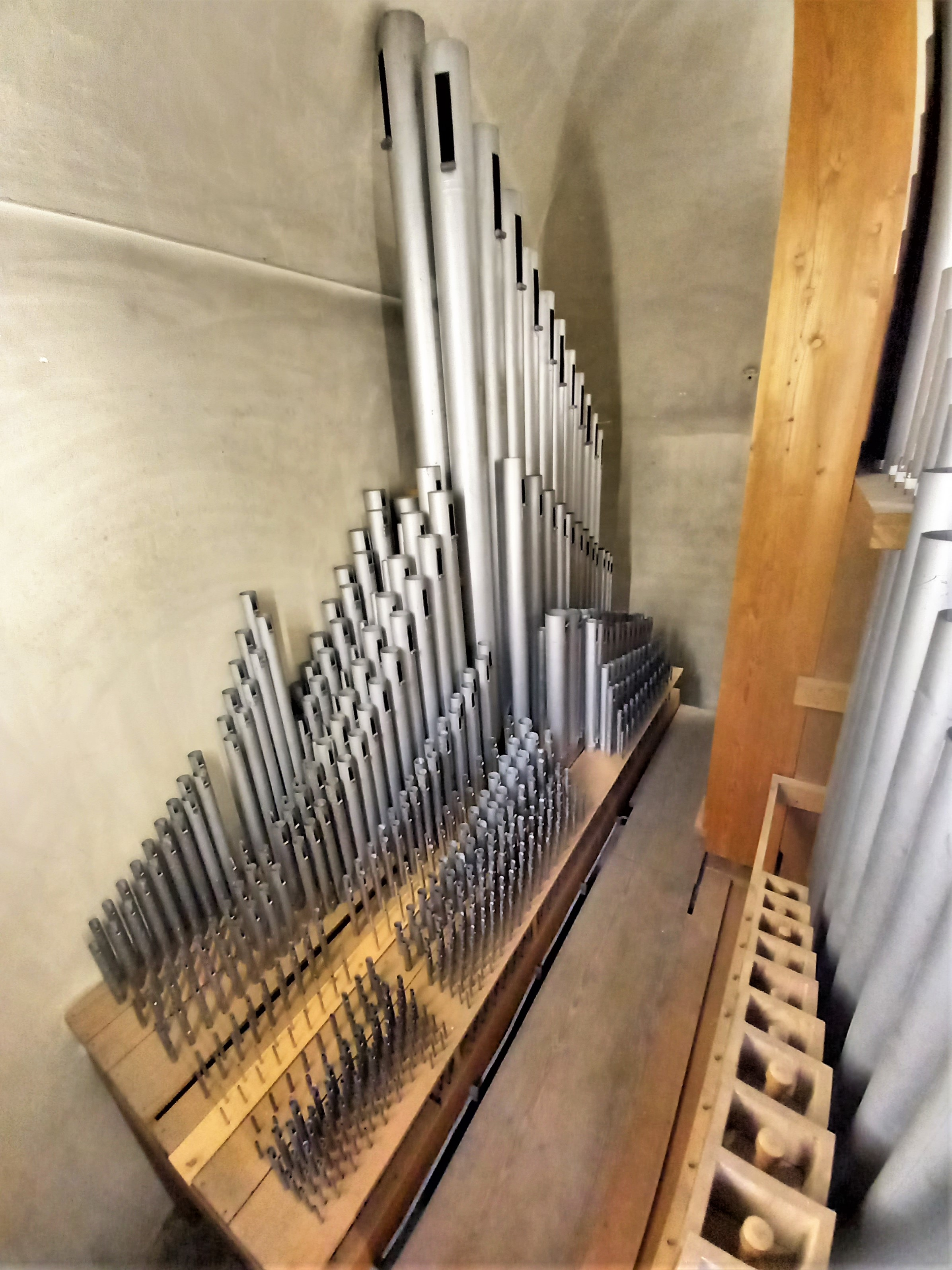
Innenansicht der Seitenorgel (2022)

Die Seitenorgel wurde 1948 von Carl Schuster in einer Loge rechts gegenüber der Kanzel (ohne eigenen Prospekt) gebaut. Das Kegelladen-Instrument hat 17 Register und kann sowohl von einem eigenen zweimanualigen Spieltisch als auch vom IV. und V. Manual des Hauptspieltisches gespielt werden. Bei der Renovierung der Orgeln 2009 durch Dieter Schingnitz (Iffeldorf) wurde ein Register im I. Manual der Seitenorgel ausgetauscht und Umstellungen des Pfeifenwerks auf den Windladen vorgenommen. 2019 wurde die Seitenorgel durch Orgelbau Kaps (Eichenau) renoviert. Die Disposition:
| I. Manual (IV) C–g3 |       |
| Prinzipal           | 8′    |
| Soloflöte           | 8′    |
| Spielflöte          | 8′    |
| Oktav               | 4′    |
| Nazard              | 2 ⁄3′ |
| Oktav               | 2′    |
| Mixtur V            | 2′    |

| II. Manual (V) C–g3 |    |
| Gedeckt             | 8′ |
| Salicional          | 8′ |
| Prinzipal           | 4′ |
| Rohrflöte           | 4′ |
| Nachthorn           | 2′ |
| Zimbel III          | 1′ |
| Englisch Horn       | 8′ |

| Pedal C–f1 |     |
| Subbaß     | 16′ |
| Zartbaß    | 16′ |
| Oktavbaß   | 8′  |
| Choralbaß  | 4′  |

- Koppeln: II/I, I/P, II/P. Suboktavkoppel: II/I (2009).
- Spielhilfen: Registercrescendo als Balanciertritt, Handregister, 1 freie Kombination, Zungen ab, Pianopedal  an.
- Anmerkungen

1. ↑  IV. Manual im Hauptspieltisch.
2. ↑  Schingnitz 2009, anstelle von Pommer 4′ (Schuster 1950).
3. ↑  V. Manual im Hauptspieltisch.
4. ↑  Abschwächung von Subbaß 16′, seit 2009 stillgelegt.

### Truhenorgel
Die einmanualige transportable Truhenorgel mit vier Registern wurde 2018 von Orgelbau Kaps (Eichenau) erbaut.
| Manual C–d3 |                  |
| Gedeckt     | 8′               |
| Rohrflöte   | 4′               |
| Quinte      | 2 ⁄3′ (ab b0)    |
| Prinzipal   | 2′ (im Prospekt) |

- Transponiereinrichtung (Halbton auf- und abwärts).

## Kirchenmusiker
- Robert Mehlhart, seit Januar 2012 (Kirchenmusiker, Chordirektor und Organist).[24]
- Martin Welzel, 2013 bis 2021 (nebenamtlicher Organist).[25]
- Riccardo Ricci, seit Juni 2023 (Organist).[26]

## Grablege der Wittelsbacher

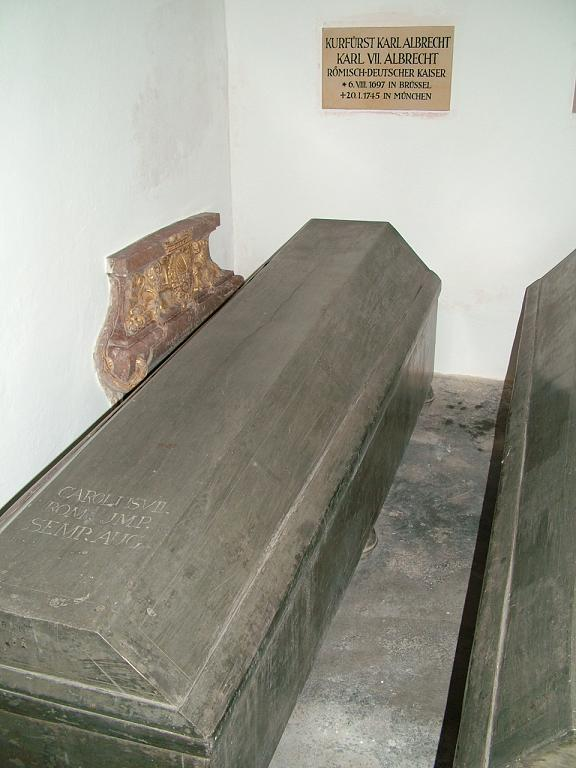
Fürstengruft, Sarkophag Kaiser Karls VII.

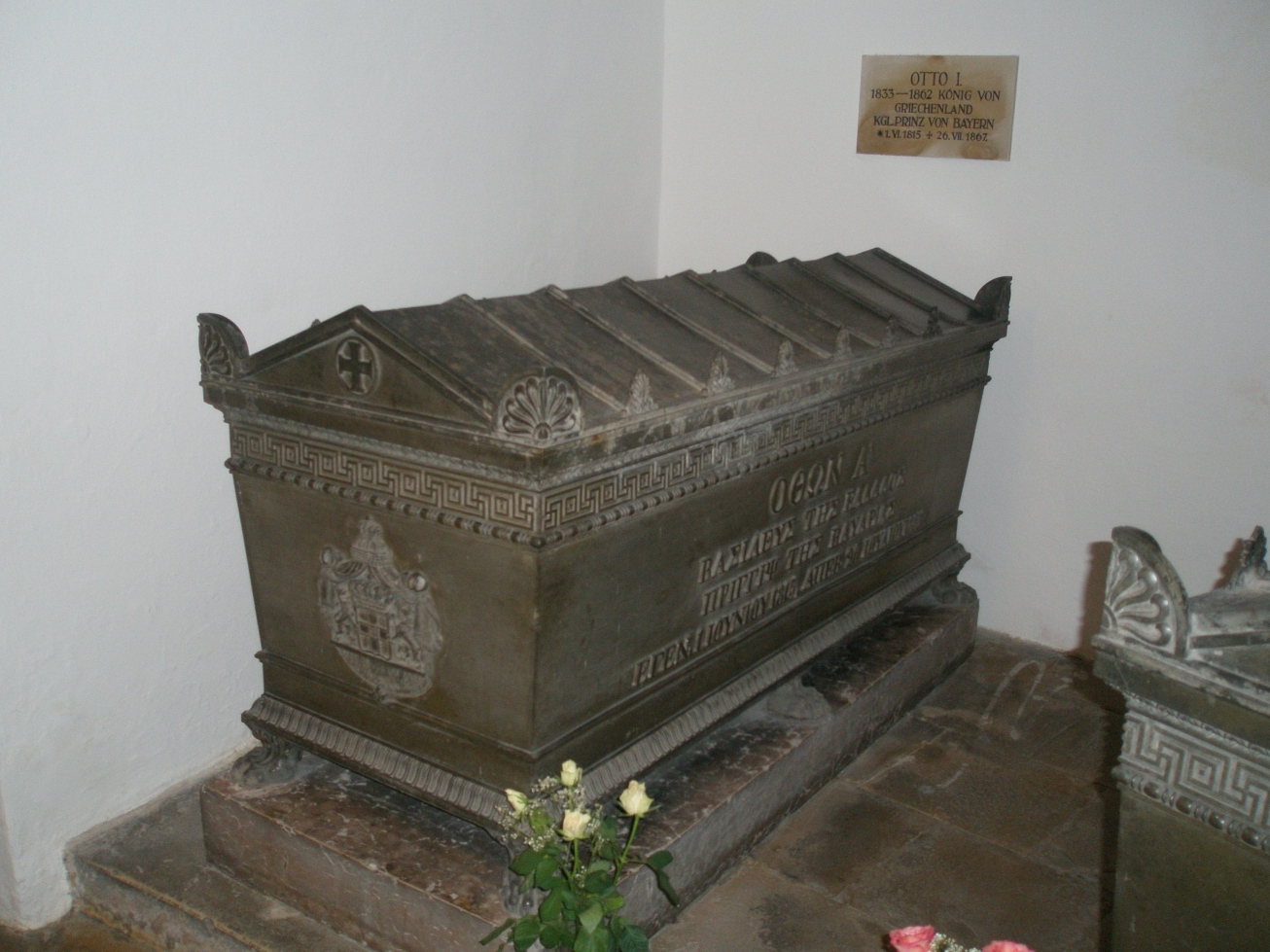
Fürstengruft, Sarkophag König Ottos I. von Griechenland

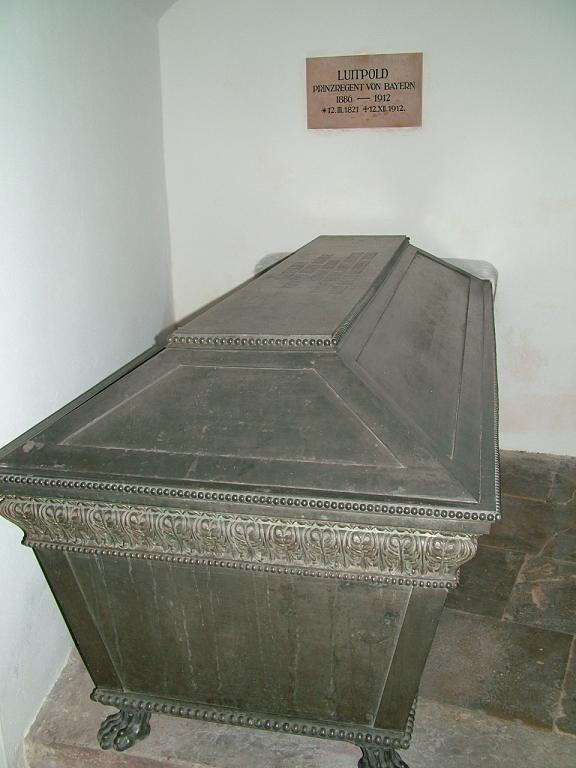
Fürstengruft, Sarkophag von Prinzregent Luitpold

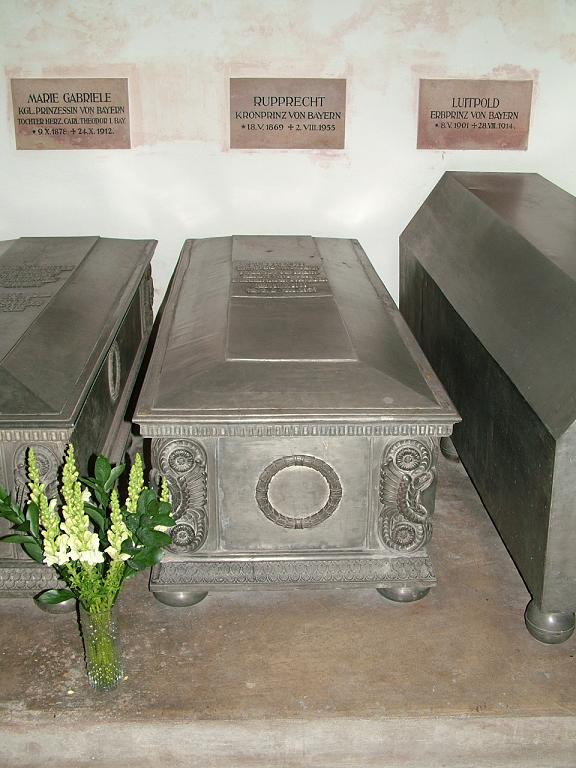
Fürstengruft, Sarkophag von Kronprinz Rupprecht

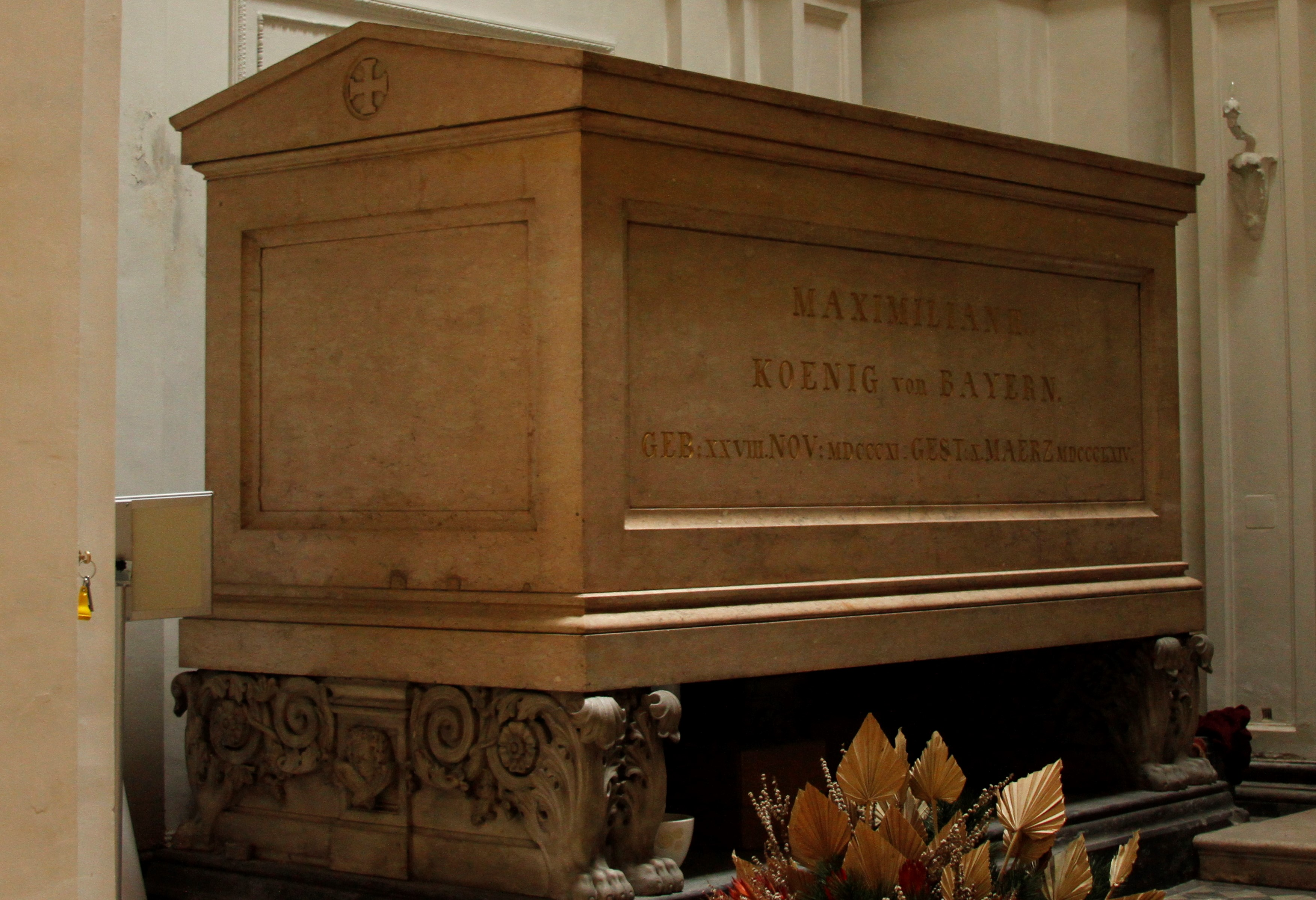
Seitenkapelle, Sarkophag von König Maximilian II.

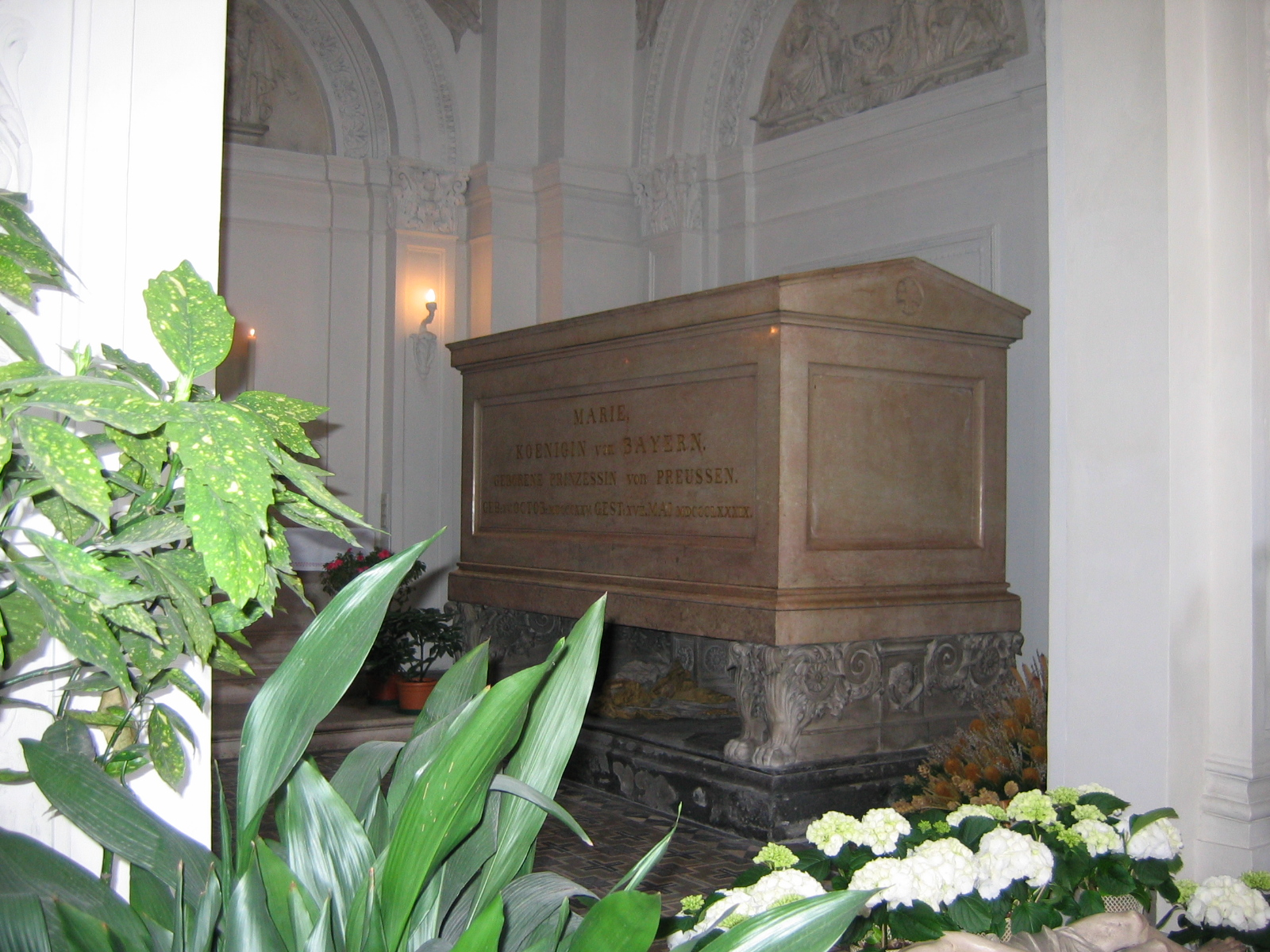
Seitenkapelle, Sarkophag von Königin Marie

Die Kirche besitzt seit Anfang an wegen ihrer Funktion als Hofkirche auch eine Fürstengruft, die neben der Jesuitenkirche St. Michael und dem Dom Zu Unserer Lieben Frau eine der wichtigsten Grablegen des bayerischen Herrscherhauses der Wittelsbacher ist. In der Regel wurden jedoch nur die Körper der Verstorbenen hier beigesetzt; die Herzen wurden meist getrennt in der Altöttinger Gnadenkapelle bestattet. Von den verstorbenen Wittelsbachern ruhen die meisten (derzeit 47 Familienmitglieder) in Metall-Sarkophagen:
1. Herzogin Luise Margarete Antonie (18. September 1663 – 10. November 1665).
2. Herzog Ludwig Amadeus Viktor (6. April 1665 – 11. Dezember 1665).
3. Ein tot geborener Prinz (4. August 1666).
4. Herzog Kajetan Maria Franz (2. Mai 1670 – 7. Dezember 1670).
5. Henriette Adelheid, Kurfürstin von Bayern (6. November 1636 – 13. Juni 1676) – (Gemahlin von Kurfürst Ferdinand Maria).
6. Kurfürst Ferdinand Maria (31. Oktober 1636 – 26. Mai 1679).
7. Herzog Leopold Ferdinand (22. Mai 1689 – 25. Mai 1689).
8. Herzog Anton (1690 – 28. Juni 1690).
9. Herzog Wilhelm (12. Juli 1701 – 12. Februar 1704).
10. Herzog Alois (21. Juni 1702 – 18. Juni 1705).
11. Herzog Max Emanuel Thomas (21. Dezember 1704 – 18. Februar 1709).
12. Herzogin Maximiliana Maria (1723 – 12. April 1723).
13. Kurfürst Max II. Emanuel (11. Juli 1662 – 26. Februar 1726).
14. Therese Kunigunde von Polen, Kurfürstin von Bayern (4. März 1676 – 10. März 1730) – (Gemahlin von Kurfürst Max II. Emanuel).
15. Herzog Josef Ludwig (25. August 1728 – 2. Dezember 1733).
16. Herzog Maximilian Joseph Franz (11. April 1720 – 28. April 1738).
17. Herzog Ferdinand Maria Innozenz (5. August 1699 – 9. Dezember 1738).
18. Kaiser Karl VII. (6. August 1697 – 20. Januar 1745).
19. Herzogin Maria (1748 – 30. September 1748).
20. Unbenannter Prinz (*/† 28. Januar 1753).
21. Herzogin Maria Anna (1754 – 31. Mai 1754).
22. Unbenannter Prinz (*/† 23. Juni 1755).
23. Kaiserin Maria Amalie (22. Oktober 1701 – 11. Dezember 1756) – (Gemahlin von Kaiser Karl VII.)
24. Herzog Clemens Franz de Paula (19. April 1722 – 6. August 1770).
25. Herzogin Maria Anna (7. August 1734 – 7. Mai 1776) – (Tochter von Kaiser Karl VII.).
26. Kurfürst Maximilian III. Joseph (28. März 1727 – 30. Dezember 1777).
27. Maria Anna von Pfalz-Sulzbach (22. Juni 1722 – 25. April 1790) – (Gemahlin von Herzog Clemens Franz de Paula).
28. Maria Anna von Sachsen, Kurfürstin von Bayern (29. August 1728 – 17. Februar 1797) – (Gemahlin von Kurfürst Max III. Joseph).
29. Kurfürst Karl Theodor (10. Dezember 1724 – 16. Februar 1799).
30. Herzog Maximilian Joseph Karl Friedrich (17. Oktober 1800 – 12. Februar 1803) – (Sohn von König Max I. Joseph).
31. Prinzessin Maximiliana Josephe Karoline (21. Juli 1810 – 4. Februar 1821) – (Tochter von König Max I. Joseph).
32. Max I. Joseph, König von Bayern (27. Mai 1756 – 13. Oktober 1825).
33. Karoline Friederike, Königin von Bayern (13. Juli 1776 – 13. November 1841) – (zweite Gemahlin von König Max I. Joseph).
34. Prinzessin Auguste Ferdinande von Österreich (1. April 1825 – 26. April 1864) – (Gemahlin von Prinzregent Luitpold).
35. Otto I., König von Griechenland (1. Juni 1815 – 26. Juli 1867).
36. Prinzessin Alexandra (26. August 1826 – 8. Mai 1875) – (Tochter von König Ludwig I.).
37. Königin Amalie von Oldenburg (21. Dezember 1818 – 20. Mai 1875), Königin von Griechenland – (Gemahlin von König Otto I. von Griechenland).
38. Prinzessin Irmingard (21. September 1902 – 21. April 1903) – (Tochter von Kronprinz Rupprecht).
39. Prinz Arnulf (6. Juli 1852 – 12. November 1907) – (Sohn von Prinzregent Luitpold).
40. Prinz Rudolf (30. Mai 1909 – 26. Juni 1912) – (Sohn von Kronprinz Rupprecht).
41. Marie Gabrielle, Kronprinzessin von Bayern (9. Oktober 1878 – 24. Oktober 1912) – (Gemahlin von Kronprinz Rupprecht).
42. Prinzregent Luitpold von Bayern (12. März 1821 – 12. Dezember 1912).
43. Prinz Luitpold (8. Mai 1901 – 27. August 1914) – (Sohn von Kronprinz Rupprecht).
44. Prinz Heinrich (24. Juni 1884 – 8. November 1916) – (Sohn von Prinz Arnulf).
45. Prinzessin Therese (12. November 1850 – 19. September 1925) – (Tochter von Prinzregent Luitpold).
46. Prinzessin Therese von Liechtenstein (28. Juli 1850 – 13. März 1938) – (Gemahlin von Prinz Arnulf).
47. Kronprinz Rupprecht von Bayern (18. Mai 1869 – 2. August 1955) – (Sohn von König Ludwig III.).

In einer Seitenkapelle des Hauptschiffes befinden sich folgende Grabstätten (in Stein-Sarkophagen):
48. Maximilian II., König von Bayern (28. November 1811 – 10. März 1864).
49. Marie Friederike von Preußen, Königin von Bayern (15. Oktober 1825 – 17. Mai 1889) – (Gemahlin von König Max II.).

Siehe auch: Grabstätten europäischer Monarchen

## Glocken
Das Geläut besteht aus fünf Kirchenglocken. Bruchstücke des zerstörten Vierergeläutes der Jesuitenkirche St. Michael sind beim Guss der Michaelsglocke wiederverwendet worden.
Jeden Samstag um 15:00 Uhr wird für fünf Minuten mit allen Glocken der Sonntag eingeläutet. Zu den Sonntagsmessen läutet eine Viertelstunde vor Beginn die große Glocke, fünf Minuten vorher alle Glocken. Werktags wird nicht geläutet.
| Nr. | Name        | Gussjahr | Gießer, Gussort            | Durchmesser | Gewicht   | Nominal | Inschrift |
| --- | ----------- | -------- | -------------------------- | ----------- | --------- | ------- | --- |
| 1   | Kajetan     | 1967     | Karl Czudnochowsky, Erding | 1570 mm     | 2384 kg   | h0      | Vor Pest, Hunger und Krieg bewahre uns, Herr Jesus Christus, auf die Fürbitte des hl. Kajetan. |
| 2   | Michael     | 1950     | Gebr. Oberascher, München  | 1400 mm     | ~ 1500 kg | d1      | Ich bin der tönende Rest der Glocken von St. Michael, im Flammenmeer vom 25. April 1944 verschmolzen. Ich wurde neu geformt im Heiligen Jahr 1950, als das Tonnengewölbe in St. Michael eingezogen wurde. |
| 3   | Allerseelen | 1967     | Karl Czudnochowsky, Erding | 1200 mm     | 1076 kg   | e1      | Requiem aeternam dona eis, Domine. |
| 4   | Dominikus   | 1961     | Karl Czudnochowsky, Erding | 1020 mm     | 0661 kg   | g1      | Loquamur cum Deo et de Deo. |
| 5   | Wetter      | 1953     | Karl Czudnochowsky, Erding | 0890 mm     | ?         | a1      | A fulgure et tempestate, liberanos Domine Jesu Christe. |

## Allerseelenbruderschaft
Die 1615 in der Hofkapelle St. Laurentius im Alten Hof gegründete Allerseelenbruderschaft wurde nach Abbruch der Laurentiuskapelle 1816 in die Theatinerkirche übertragen und heißt seitdem Allerseelenbruderschaft bei St. Kajetan.

## Bekannte Mitglieder des Stiftskapitels (1839 bis 1954)

### Stiftspropst
- Johann Michael Hauber (1778–1843), ab 1841 Stiftspropst und Hofkapellmeister
- Josef von Hecher (1845–1919), ab 1886 Kanonikus, ab 1913 Probst des Stiftskapitels.[28]

### Stiftsdekan
- Johann Michael Hauber (1778–1843), 1839 bis 1841 Stiftsdekan, zuvor ab 1819 Hofkaplan
- Sebastian Staudhamer (* 1857), Kustos der Reichen Kapelle, Stiftsdekan ab 1923.[29][30]

### Kanoniker
- Franz Xaver Eberle (4. Juli 1874 – 19. November 1951), Kanonikus von 1907 bis 1912.
- Maximilian Fastlinger (25. September 1866 – 29. April 1918), Historiker, Ordinariatsbibliothekar, Kanonikus ab 1913.[31][32]
- Franz Anton Ritter von Henle (Kanonikus von 1890 bis 1895).[33]
- Julius Kaspar (1867–1940), Dr. theol., Chorvikar ab 1900, Kanonikus ab 1912.
- Josef Alois Prand, Kanonikus von 1838 bis 1843, Generalvikar.
- Josef Maria Schönfelder (8. Juni 1838 – 23. Juli 1913), Dr. theol., Kanonikus ab 1883.
- Martin Schrettinger (17. Juni 1772 – 12. April 1851), Kanonikus ab 1839.
- Johannes Schrott (1824 –), Kanonikus ab 1861.[34]
- Georg Schwaiger (6. November 1879 – 20. Januar 1967), Dr. phil., Kanonikus ab 1925.[35][36]
- Paul Schweyer (20. April 1877 – 2. August 1962), Dr. phil., Stiftsvikar ab 1903, Kanoniker ab 1913.[37]
- Isidor Silbernagl (12. Oktober 1831 – 6. April 1904), Dr. theol., Kanonikus
- Jakob von Türk (1826–1912), Dr. theol., Beichtvater von König Ludwig II., Dekan ab 1883, Propst des Kollegiatstifts ab 1890, Apostolischer Protonotar.
- Franz von Walderdorff (1867–1929), ab 1900 Prediger bei St. Kajetan, Kanonikus 1901–1907.[38]

### Ehrenkanoniker
- Ignaz Bader (1854–1934), Ehrenkanonikus ab 1925.
- Adolf Christl (1874–1949),  1912–1914 Chorvikar bei Sankt Kajetan, Ehrenkanonikus ab 1941.[39]

### Chorvikare
- Franz Xaver Eggersdorfer (1879–1958), Chorvikar 1909–1911.
- Joseph Göttler (9. März 1874– 14. Oktober 1935), Chorvikar ab 1904.[40]
- Franz Xaver Jacobi (3. Dezember 1883 – 8. September 1959), Dr. phil., Chorvikar ab 1913, Stiftszeremoniar.[41][42]
- Franz Kendler (21. August 1891 – 2. Juli 1960), Dr. theol. et phil., Chorvikar ab 1927[43][44]
- Josef Sellmair, (21. Februar 1896 – 23. Juli 1954), Dr. phil., Chorvikar ab 1928.[45]
- Konrad von Lengrießer (23. Februar 1891 –), Chorvikar ab 1931.[46]

### Stiftsprediger
- Simon Geiger (9. Mai 1885 – 11. Juli 1945), Dr. theol., Ehrenkanonikus, Stiftsprediger ab 1931.[47][48]